# Nettuno (Italia)
Nettuno è un comune italiano di 48 166 abitanti della città metropolitana di Roma Capitale nel Lazio.

## Geografia fisica

### Territorio
Si trova al confine tra la Campagna romana e l'Agro Pontino. È una città del litorale laziale ed è bagnata dal Mar Tirreno. Nel territorio comunale scorrono il canale Loricina e il fiume Astura, che segna il confine meridionale con il comune di Latina.
Sul territorio comunale sono stati rinvenuti diversi minerali; il più rilevante, per il quale è definita località tipo, è la perrierite-(Ce).

### Clima
| Nettuno            | Mesi | Mesi | Mesi | Mesi | Mesi | Mesi | Mesi | Mesi | Mesi | Mesi | Mesi | Mesi | Stagioni | Stagioni | Stagioni | Stagioni | Anno |
| Nettuno            | Gen  | Feb  | Mar  | Apr  | Mag  | Giu  | Lug  | Ago  | Set  | Ott  | Nov  | Dic  | Inv      | Pri      | Est      | Aut      | Anno |
| ------------------ | ---- | ---- | ---- | ---- | ---- | ---- | ---- | ---- | ---- | ---- | ---- | ---- | -------- | -------- | -------- | -------- | ---- |
| T. max. media (°C) | 11,8 | 13,3 | 15,8 | 18,6 | 21,7 | 26,0 | 28,4 | 28,3 | 25,8 | 22,5 | 17,1 | 13,7 | 12,9     | 18,7     | 27,6     | 21,8     | 20,3 |
| T. min. media (°C) | 4,3  | 5,2  | 6,3  | 9,0  | 11,9 | 15,7 | 18,4 | 18,2 | 16,3 | 13,1 | 9,1  | 5,9  | 5,1      | 9,1      | 17,4     | 12,8     | 11,1 |

Dalla stazione meteorologica di Ardea
- Classificazione climatica di Nettuno zona C, 1255 GR/G

## Storia

### Età latino-volsca
Precedentemente ritenuta di origine saracena, la scoperta di insediamenti pre-romani fanno ritenere che la zona dell'attuale Nettuno fosse già un settore periferico dell'antica citta di Anzio.
Anzio, in latino Antium, venne fondata da genti di etnia latina agli inizi del primo millennio a.C., e in seguito venne occupata dai Volsci, insediatisi nella regione agli inizi del V secolo a.C. La Anzio volsca era situata a breve distanza dal mare, presso la località Le Vignacce (nella frazione di Santa Teresa dell'attuale Anzio). La città era probabilmente dotata di mura e tre porte di accesso: una in direzione di Roma, una verso il mare e una verso Astura.
Anzio possedeva un porto, chiamato Cenone (in latino Caenon), un oppidum fortificato che fin dal periodo latino fungeva da arsenale navale, da foro per il mercato e da deposito per i viveri; fondamentale punto strategico, da esso partivano le scorrerie piratesche per il Mediterraneo. La localizzazione del porto è tuttora ignota, alcune fonti la pongono presso la foce del fiume Loricina, dove oggi sorge il borgo medievale di Nettuno; altre a Capo d'Anzio, dove poi è sorto il porto neroniano, o alla foce del piccolo fiume Sant'Anastasio (in località Colle Rotondo, nell'attuale Anzio).
Anzio, che nel periodo volsco osteggiò lungamente Roma, per lungo tempo fu la capitale dei Volsci anziati (stanziati sulla costa tirrenica, e distinti dai Volsci ecetrani, dell'entroterra); fu dunque alla guida di altre città divenute volsche e intraprese una lunga belligeranza che vide numerosi episodi, tra cui il più noto è quello del patrizio Gneo Marcio Coriolano, il quale, in esilio presso gli Anziati, fu accolto dal nobile Attio Tullio e con lui concordò la guerra contro Roma; entrambi furono eletti, dalle città volsche, condottieri delle loro truppe, e Gneo Marcio, tra il 489 a.C. e il 488 a.C., portò i Volsci ad arrivare al IV miglio della via Latina. Ad Anzio Coriolano fu poi ucciso, mentre si apprestava a difendere il proprio operato al Foro. 
Nel 484 a.C., nel territorio antistante la città, i Volsci inflissero in battaglia una dura sconfitta alle legioni romane, condotte da Lucio Emilio Mamercino, costringendole ad una imbarazzante fuga notturna. 
Nel 469 a.C., i Romani conquistarono e devastarono la città di Cenone. Nel 468 a.C., dopo aver perso la seconda battaglia di Anzio, gli Anziati si arresero ai Romani, che stabilirono un presidio armato in città. L'anno seguente Roma dedusse una colonia di diritto latino nel territorio di Anzio, che in seguito, nel 459 a.C., in una battaglia sanguinosa assediò nuovamente e conquistò, dopo che i Volsci anziati coi coloni romani si erano ribellati al suo controllo; la città fu depredata, i maggiori responsabili della rivolta uccisi. 
Dopo lunghe ostilità, Anzio fu definitivamente annessa allo Stato romano. 

### Età romana

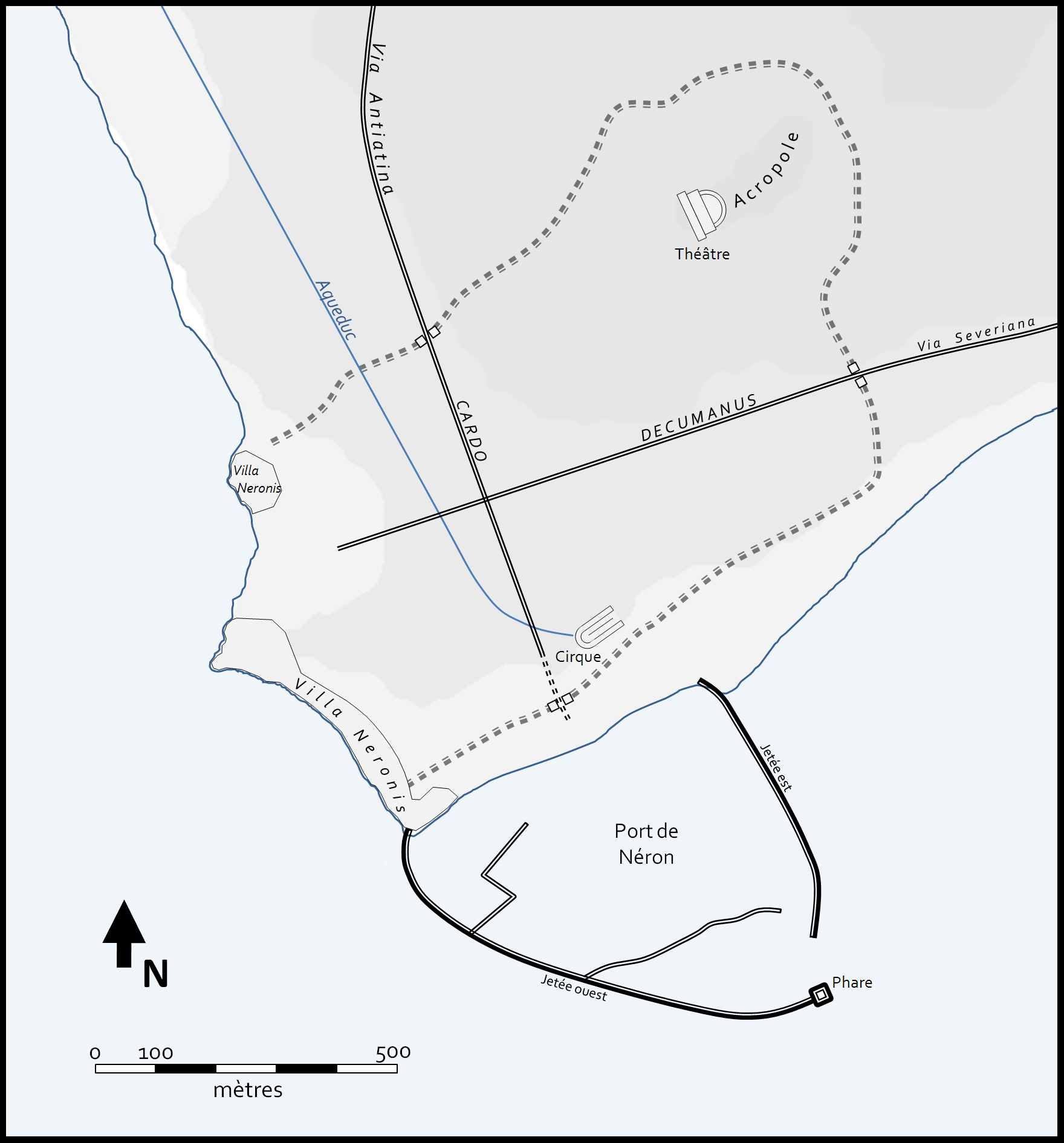
Planimetria di Anzio in età romana

Anzio, che era stata tra le prime colonie romane (fu dedotta come tale nel 338 a.C.), ospitò, tra i romani più eminenti che vi costruirono bellissime ville in riva al mare, tra cui Cicerone e Mecenate. Furono soprattutto gli imperatori della dinastia Giulio-Claudia ad avere frequenti contatti con la città marittima.
Meno di dieci anni dopo la morte di Nerone, avvenuta il 9 giugno dell'anno 68, Anzio era però già in decadenza. 

#### Costruzioni
Essendo destinata allo svago e al riposo dei nobili romani, la Anzio romana era estesa da Capo d'Anzio fino a Capo d'Astura, ossia tutto il territorio ora occupato dalle due attuali città di Anzio e Nettuno: 
- Cicerone ebbe una villa anziate con una splendida biblioteca (tornato dall'esilio, riorganizzò i resti della sua biblioteca in un posto sicuro). Quando era in straordinario dispiacere per la repubblica, o da una lunga vacanza dal foro l'obbligava a cercare una stanza più tranquilla, si recava in quella villa, quando non nell'altra di Astura[22].
- Secondo Pirro Ligorio, Caio Cilnio Mecenate aveva una villa presso le acque Caldane (oggi Tor Caldara), ove eresse una statua ad Augusto quale protettore della fonte.
- Secondo gli storici, molti nobili romani avevano le loro ville nei pressi del fiume Loracina, oggi Loricina (che scorre a levante del borgo nettunese), nei cui dintorni infatti sono stati trovati molti reperti archeologici. Tito Livio lasciava intendere che il pretore romano Caio Lucrezio, circa l'anno di Roma 583 (170 a.C.), possedeva una villa non lontano dal fiume detto Loracina, ove doveva esserci un acquedotto[23].
- Il questore di Anzio, Lucio Verazio Afro, doveva invece risiedere nell'antica zona di Nettuno chiamata San Biagio.
- Cippi di legionari romani appartenenti alla XII Legione anziate, come risultava dalle loro iscrizioni, erano stati rinvenuti sotto la gradinata della chiesa di San Giovanni (che si trova all'interno del Borgo medievale), durante gli scavi del 1937. Depositati poi nel municipio di "Nettunia porto", sparirono durante la seconda guerra mondiale.
- A Nettuno, nella via "che divide la casa Soffredini dalla chiesa parrocchiale", furono rinvenuti un lastricato, tratto di pavimento siliceo in buona conservazione, nonché una statua muliebre acefala in buono stile, sebbene danneggiata, alta 1.70 metri. Nel medesimo territorio si trovarono "basi e capitelli di mediocre maniera, una colonna di bigio a scalanatura spirale ed un frammento di cippo" con iscrizione latina. Sempre a Nettuno furono trovate la "metà anteriore di un grande cippo marmoreo [funerario]" con epigrafe latina (almeno fino al 1870 si trovava "sotto la torre dell'antico palazzo baronale") e altre lapidi con iscrizioni; due delle quali, almeno fino all'anno suddetto, si trovavano "nella scala del palazzo del med. sig. Soffredini" [24].
- Nel 1830, nella "fontana vecchia", interna al borgo medievale, fu trovato un condotto murato antico, e nel suo spazio una vasca di piombo con lettere (iscrizioni) latine. Il condotto, che, molto probabilmente dalla campagna, portava l'acqua alla detta fontana, fu quindi datato almeno all'epoca romana, se non a tempi più antichi. Si è quindi ipotizzato che, sul sito della fontana, fosse stato qualche ricco e devoto possidente ad erigere un tempio al Dio del mare (Nettuno); come possono suggerire i tanti esempi di santuari eretti sui litorali a varie divinità[25][26].

#### Templi
Anzio aveva molti templi dedicati alle divinità pagane; diversi erano anche situati in varie località dell'attuale Nettuno: 
- Il celebre tempio della Dea Fortuna la cui ubicazione è tuttora ignota, alcuni la pongo presso Villa Albani o nell'area della villa imperiale a Capo d'Anzio;
- Un tempio di Ercole era verosimilmente nei pressi dell'attuale Forte Sangallo, nell'area della villa Belvedere: qui, nel 1863, fu rinvenuta una statua di questo dio, la cui gamba era stata trovata, anni prima, più a ponente;
- Templi di Nettuno, uno si trovava probabilmente sotto l'attuale chiesa di San Giovanni, collocata nel borgo medievale, mentre l'altro era ubicato presso la villa imperiale a Capo d'Anzio
- Templi di Apollo, uno adiacente al forte Sangallo e uno probabilmente nell'area della villa imperiale a Capo d'Anzio.

#### Strade
- Fra le antiche strade romane che collegano la colonia di Anzio del 338 a.C. con altre località del Lazio, dovevano convergere nella posizione di Nettuno[27], quella che univa Lanuvium ad Antium coincideva in un tratto finale con l'attuale via Romana, che in passato terminava il suo percorso tra le vecchie mura del borgo medievale[28][29].

### Il Medioevo

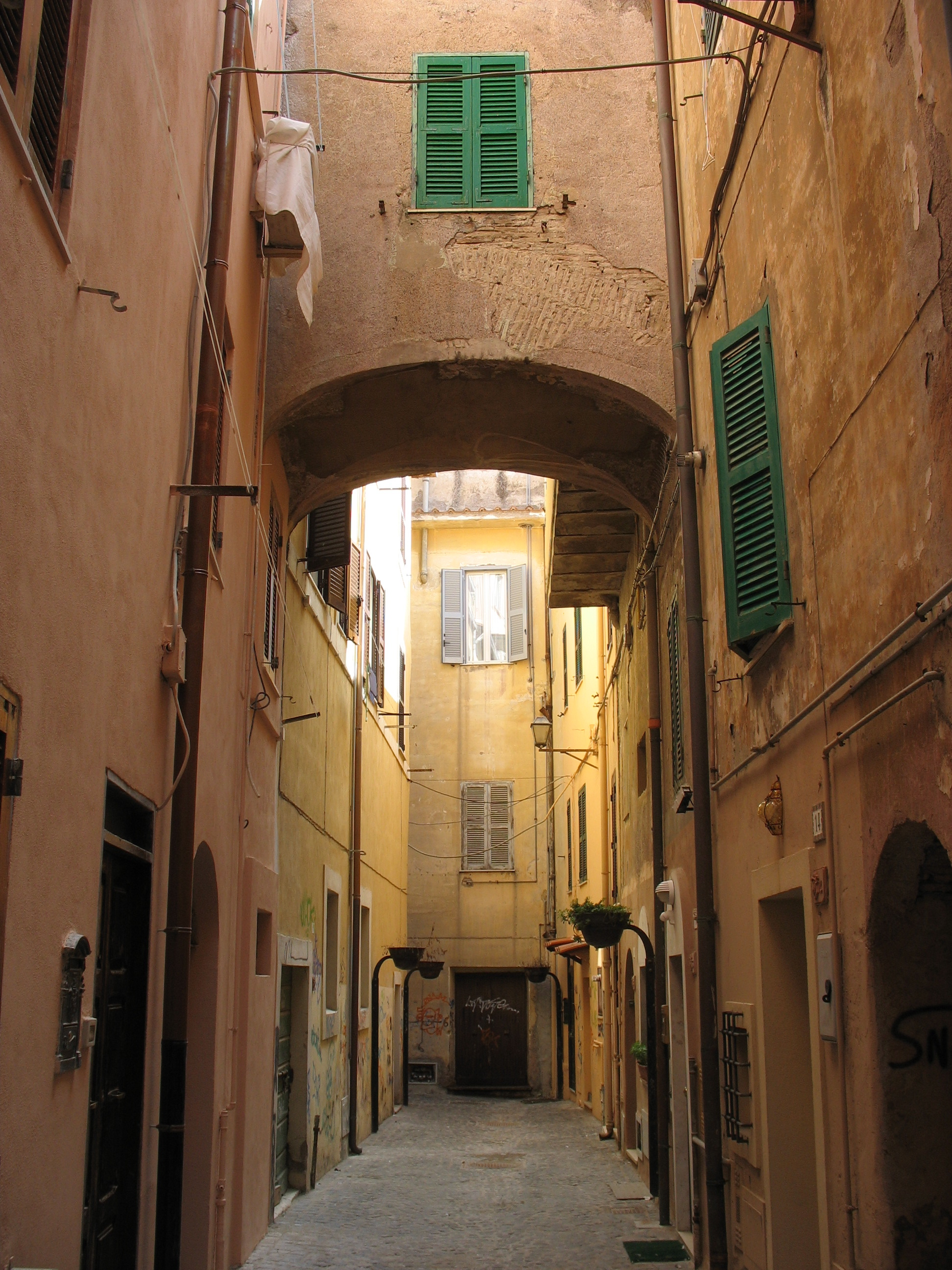
Il borgo medievale di Nettuno.

Tra il V e VI secolo Anzio, fra molte altre, fu oggetto di saccheggio e distrutta prima dai Vandali e poi dagli Ostrogoti di Vitige, che seminavano morte e distruzione per il Lazio. 
Nel 537, quando gli Ostrogoti di Vitige occuparono Porto, le navi romane dovevano approdare nel già danneggiato porto di Anzio per consentire il traffico di merci per Roma.
Il decadimento dovuto alle invasioni barbariche e le successive invasioni da parte dei Saraceni, spinsero gli abitanti ad abbandonare Anzio. 
Tra il IX e il X secolo una colonia proveniente dalle isole napoletane si insediò nell'area delle rovine dell'antico tempio del Dio Nettuno, probabilmente attirata dalla pesca ubertosa del litorale, e vi formò un castello, detto di Nettuno in onore proprio dell'antico tempio. Nel Medioevo il castello fu quindi l'unico abitato a rappresentare l'eredità della vecchia Antium.
I feudatari di Nettuno furono inizialmente i conti Tuscolo, poi i monaci di Grottaferrata, gli Orsini e i Frangipane.
Con i Frangipane si ebbe la costruzione di due torri costiere, con funzione di difesa da possibili attacchi dei Saraceni:
- Torre Astura, situata presso Capo d'Astura, costruita presso i resti della peschiera di una villa romana;
- Torre d'Anzio, situata presso Capo d'Anzio, costruita presso i resti della villa imperiale.

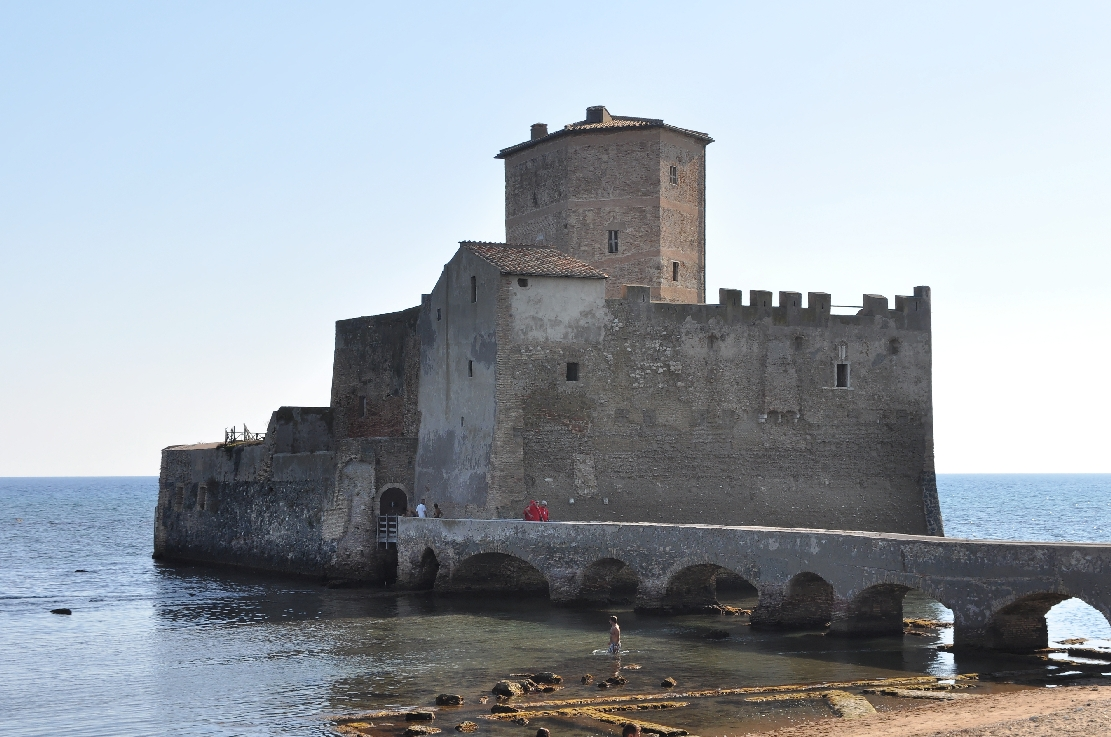
Torre Astura

Nel 1427, dopo la morte di Rinaldo Orsini, viceré degli Abruzzi, Antonio Colonna divenne signore di Nettuno e di Astura grazie a papa Martino V.

### L'età moderna

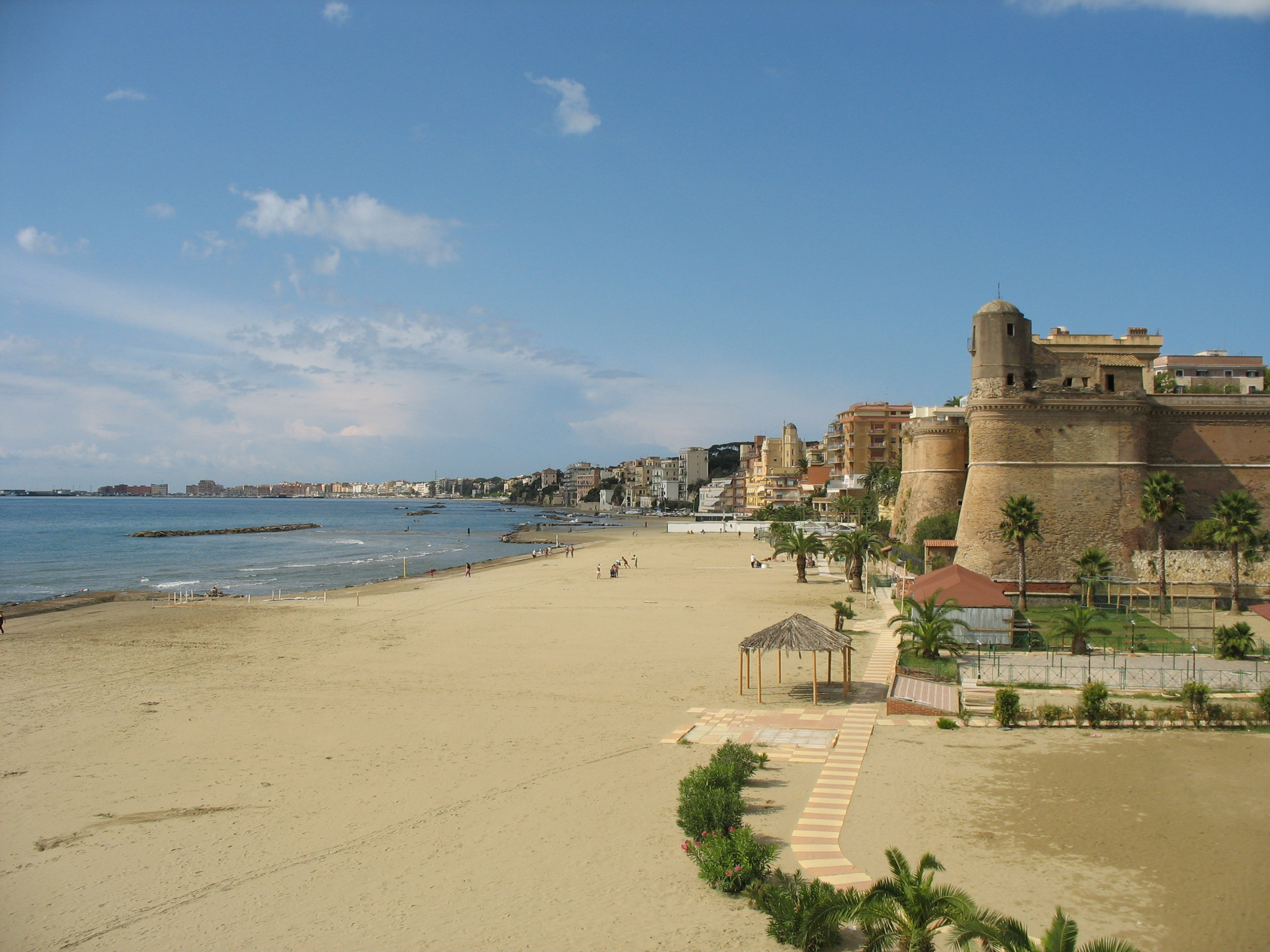
Il litorale di ponente di Nettuno visto dal borgo.

Nel XVI secolo Nettuno non era altro che un piccolo centro abitato, circondato da mura e da torri, e al cui centro sorgeva la chiesa di San Giovanni. 
Nel 1501 subentrarono i Borgia, con papa Alessandro VI, dopo che quest'ultimo confiscò i possedimenti dei Colonna a causa della loro amicizia con i francesi. I Borgia in quell'anno affidarono ad Antonio da Sangallo il Vecchio la costruzione di una fortezza, vicina al castello, detta appunto Forte Sangallo (o fortezza di Nettuno), per difendere lo Stato Pontificio dagli assalti di predoni, corsari, pirati arabi e africani. Di fronte alla fortezza c'era il convento di San Francesco. E poi si stendeva una vasta campagna di circa 70 chilometri quadrati.
I residenti nel territorio di Nettuno erano poche centinaia e molti in quel periodo vi migrarono dall'Abruzzo e dal napoletano, per la coltivazione del grano, la raccolta dell'uva, il taglio della legna, la produzione del carbone e la pesca. C'era una discreta economia, tale da assicurare ai suoi feudatari rendite ragguardevoli: grano, vino, orzo, legna e carbone, minerali, pelli conciate, lana, prodotti che venivano imbarcati dal porto di Astura, per andare verso Napoli o Pisa. 
I Colonna si riappropriarono del feudo nel 1503, anno della morte di papa Alessandro VI. Il nuovo pontefice Giulio II Della Rovere, alleato dei Colonna, d'intesa con questi, ordinò di eseguire l'esplorazione del territorio nettunese. Si scoprirono molte vestigia antiche che furono portate via, come la statua di Apollo, ora nel Museo Vaticano; il gladiatore combattente che portava scolpito il nome dello scultore Agasia; il Dositeo da Efeso, che si trova ora nel museo del Louvre a Parigi; il gladiatore moribondo, ora al museo capitolino; la statua del dio Nettuno, che si trova al museo Lateranense; Cibele (oggi nella Villa Doria Pamphilj, fuori dal Gianicolo), ed altre pregevolissime opere d'arte. 
Secondo la tradizione, nel 1550 approdò alla foce del fiume Loricina, la statua di legno della Madonna col Bambino, la famosa Madonna delle Grazie di Nettuno, che veniva trasportata dall'Inghilterra a Napoli, per sottrarla alle persecuzioni di Enrico VIII contro i cattolici, in seguito allo Scisma anglicano.
Nella seconda metà del Cinquecento il feudo di Nettuno passò a Marcantonio Colonna, famoso per la sconfitta inflitta ai turchi nella battaglia di Lepanto nel 1571. Egli, su ordine di papa Pio IV, fortificò ulteriormente il litorale con altre due torri costiere: Tor Materna e Tor di Caldano.
Nel 1575 papa Gregorio XII, in occasione del Giubileo, notati gli sguardi dei pellegrini alle vesti di foggia saracena delle ragazze di Nettuno, ordinò loro di indossare vesti più lunghe: la Camera Apostolica pagò di suo pugno le modifiche alle vesti delle nettunesi, e si dovette ricorrere alle minacce per farle indossare. 
Nel 1594 Nettuno, Astura e tutte le terre contigue vennero vendute da Marcantonio III Colonna alla Camera Apostolica per quattrocentomila scudi e papa Clemente VIII informò i nettunesi di questo suo acquisto tramite una lettera, nella quale promise di disboscare e ridurre a cultura tutto il territorio, per farlo più prospero. Venne quindi istituito il "Comune di Nettuno", che ereditò l'intero territorio dell'antica Anzio. Inoltre, il papa incaricò il cardinale Bartolomeo Cesi di provvedere a salvaguardare lo scarso patrimonio edilizio della borgata. Egli costruì presso Capo d'Anzio la prima delle storiche ville cardinalizie di Anzio e Nettuno, Villa Cesi (passata poi ai Pamphili e oggi nota come Villa Adele).

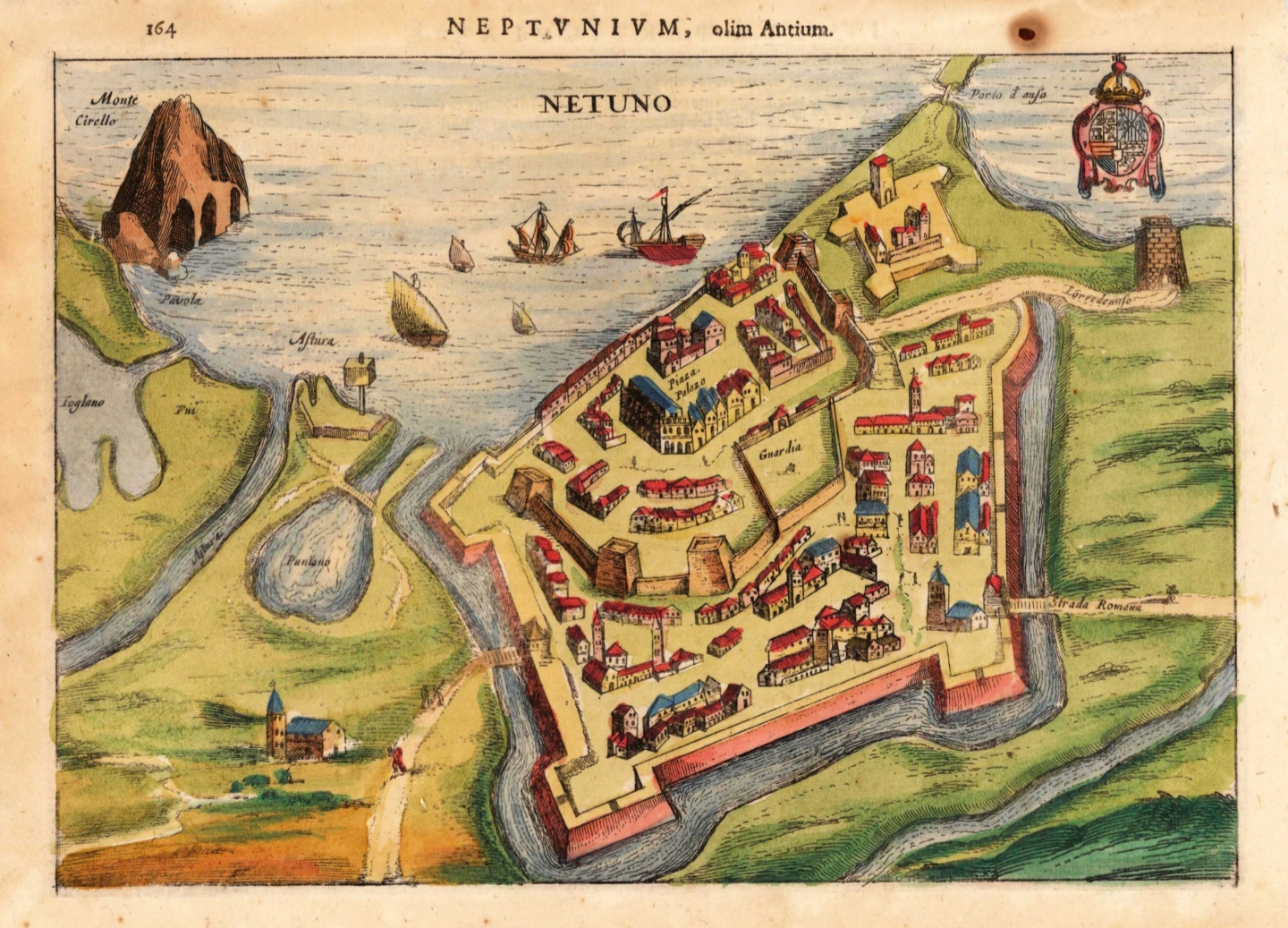
Mappa risalente al 1627 del Comune di Nettuno, "una volta Anzio".

Nel biennio 1625-1626 lo Stato Pontificio restaurò il borgo e ricostruì il baluardo di S. Rocco. 
Nel 1656 l'epidemia della peste decimò più di mille nettunesi. Venne istituito il Monte Frumentario, per la distribuzione del grano ai più poveri. 
Nel 1661, il vescovo di Albano Laziale diede inizio alla tradizionale e solenne processione della Madonna delle Grazie; inizialmente la prima domenica di maggio. 
Nel 1674, venne costruita Villa Costaguti (oggi Villa Borghese) dal cardinale Vincenzo Costaguti. 
Tra il 1697 e il 1700 il pontefice Innocenzo XII fece costruire il nuovo porto di Anzio. Egli acquistò tutta la valle intorno al nuovo porto (comprendente anche Villa Pamphili e la torre d'Anzio), che prese il nome di Porto d'Anzio. Mentre il resto del territorio comunale era gestito dal governo di Nettuno, Porto d'Anzio era giurisdizionalmente indipendente, immune a dazi e amministrata da un Protettore nominato direttamente dalla Curia.

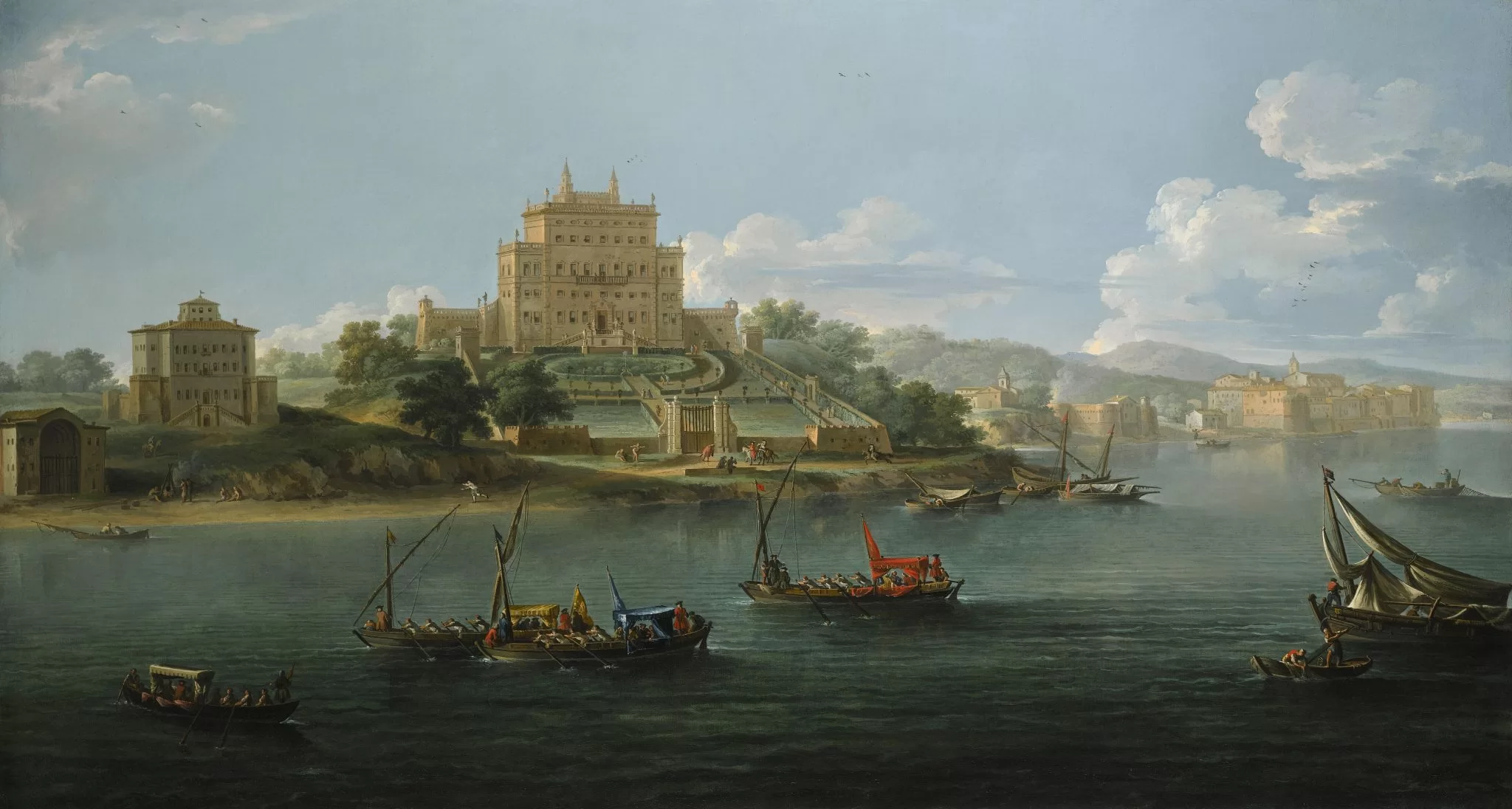
Tratto di costa tra Nettuno e Porto d'Anzio, con l'arsenale militare, Villa Pamphili, Villa Costaguti, il Forte Sangallo e il Castello di Nettuno

Nel 1809 Napoleone Bonaparte annesse lo Stato Pontificio e Nettuno entrò a far parte dell'arrondissment di Velletri del Dipartimento di Roma. Nell'ottobre del 1813 la costa di Nettuno e Porto d'Anzio venne bombardata dagli inglesi, che avevano violato il blocco continentale imposto da Napoleone.
Nel 1815, sconfitto Napoleone, venne ristabilito lo Stato Pontificio. 
Nel 1827, in seguito ad una riforma amministrativa dello Stato Pontificio, Nettuno venne accorpata a Porto d'Anzio, istituendo il "Comune di Nettuno e Porto d'Anzio", facente parte della Comarca di Roma.
Nel 1831 la signoria di Nettuno e Porto d'Anzio passò dalla Camera Apostolica ai Borghese. 
Nel 1856, per astii interni, gli abitanti di Porto d'Anzio, i cosiddetti portodanzesi, chiesero la scissione dalla città di Nettuno; papa Pio IX acconsentì a questa loro richiesta e nel 1857 decretò l'istituzione del Comune di Anzio, che ottenne circa un quarto del preesistente Comune di Nettuno e Porto d'Anzio. La sede del vicegoverno rimase comunque a Nettuno.
Nel 1870 Nettuno, seguendo le sorti dello Stato della Chiesa di cui era parte, venne definitivamente inglobato nel Regno d'Italia. 
Nel 1889 venne costruito il collegamento ferroviario tra Nettuno e Roma.

### L'inizio del Novecento

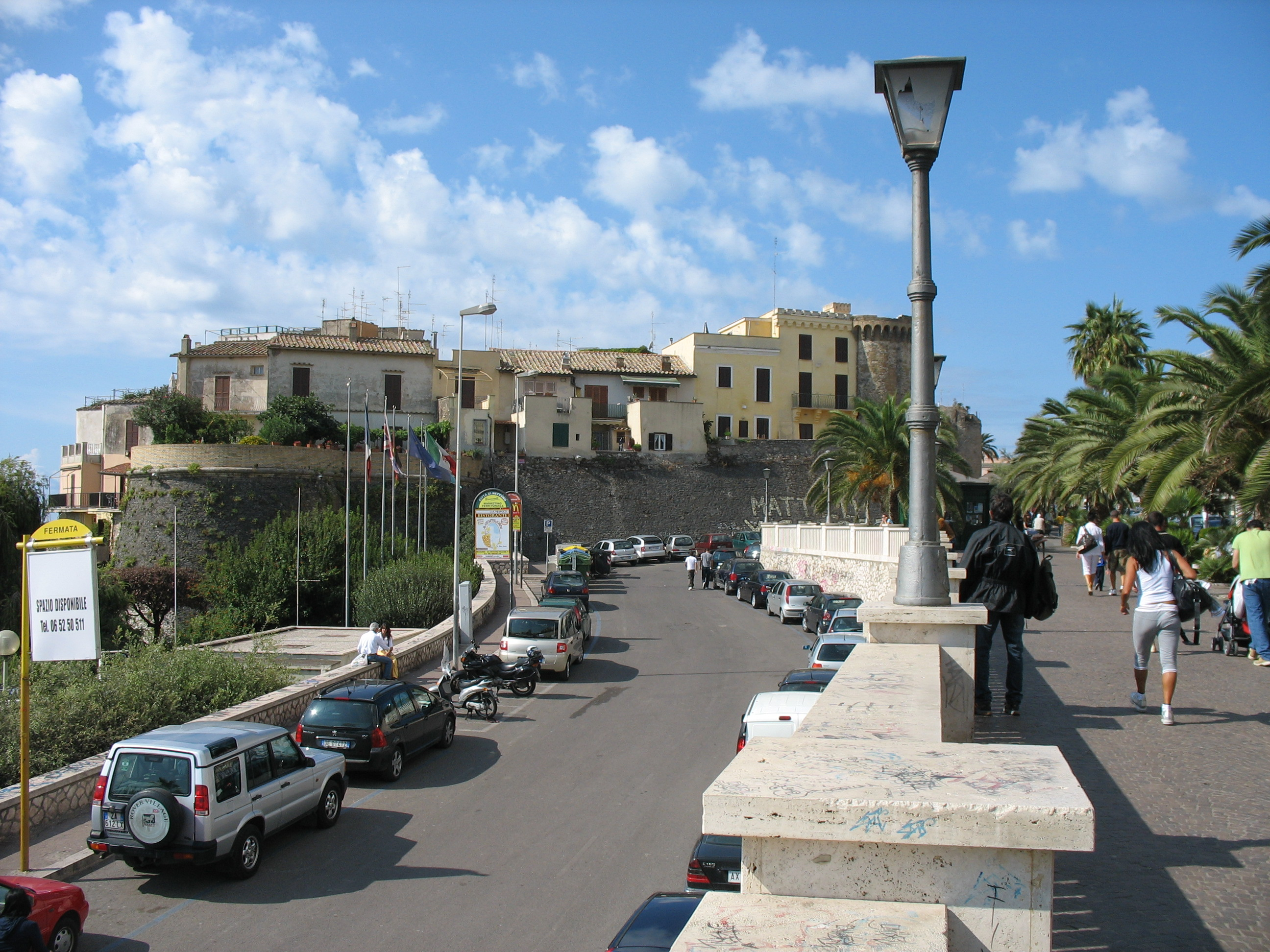
Il borgo di Nettuno, visto dal lungomare Matteotti.

Nel 1900 arrivò nelle strade del centro cittadino la corrente elettrica, che solo negli anni successivi si estese anche alle zone periferiche del paese. 
Nel 1901 il ministro dell'Interno Giovanni Giolitti concesse al comune di Nettuno l'uso di una propria bandiera: un telo quadrato di seta celeste e verdemare, con l'asta blu, sormontata dal dio Nettuno. 
Il 6 luglio 1902 morì nell'ospedale Fatebenefratelli la piccola Maria Goretti, colpita a morte il giorno prima da Alessandro Serenelli, nella masseria di Conca. Fu canonizzata nel 1950 da papa Pio XII. 
Nell'estate-autunno del 1903, Gabriele D'Annunzio fu ospite dei Borghese nella villa Bell'Aspetto (Villa Borghese). 
Ai primi del Novecento, la città andava sviluppandosi verso levante, con la ricostruzione del santuario a San Rocco e del municipio, sito in via San Rocco, ora via Matteotti. Attualmente lo stabile versa in condizioni di profondo degrado, dovute all'età. 
Il 15 luglio 1904 morì fra Orsenigo, principale promotore dell'ospedale Fatebenefratelli, portando il suddetto nosocomio ad un periodo di crisi: il Sanatorium finì con il cessare le attività; sopravvisse però come Casa della Salute. Padre Benedetto Menni, fondatore delle Suore Ospedaliere del Sacro Cuore, continuò l'attività di accoglienza. Nel 1921 l'ospedale fu venduto al Vaticano. Da allora si chiamò Casa della Divina Provvidenza e della sua gestione si occupò il Comitato Romano di Previdenza e Assistenza Sanitaria, che lo affidò alle suore del Piccolo Cottolengo. Il 2 giugno 1943 papa Pio XII decise poi di ripristinare l'ospedale, ma ciò non avvenne. In piazza San Francesco venne istituito un pronto soccorso, proprio dove oggi si trova il poliambulatorio Barberini. La Divina Provvidenza, fu poi abbandonata dal Vaticano ed acquistata dal Comune di Nettuno nel 1975/76, per alloggiarvi scuole, uffici sanitari e associazioni locali. 
Un problema molto grave per Nettuno e la pianura pontina era l'endemia malarica. Nel 1918 a Nettuno fu fondata la Scuola di Malariologia, diretta da Bartolomeo Gosio, per il perfezionamento di medici ed infermieri e la preparazione del personale ausiliario nella lotta contro la malaria. 
Nel 1910 entrò in funzione la tranvia elettrica per Anzio, che nel 1939 fu sostituita dalla filovia. 
Nel 1914, dopo un incendio nella chiesa di San Rocco, che distrusse il trono della statua di Nostra Signora delle Grazie, i nettunesi inaugurarono il nuovo Santuario riedificato dai Padri Passionisti, tuttora custodi della struttura. 
Cuore della cittadina era ancora il borgo antico, intessuto di palazzi signorili e di case semplici, intreccio di vicoli e piazzette, tutto intorno alla Chiesa Collegiata, dedicata ai Santi Giovanni Battista ed Evangelista. Ad un lato della Collegiata vi era l'Oratorio del Carmine, dall'altro la chiesa del SS. Sacramento, di fronte al palazzo baronale già Colonna, ora proprietà Borghese. Da una parte del borgo il bel palazzo dei Segneri, dall'altra parte il maestoso palazzo Pamphilj-Doria, anch'esso di proprietà Borghese, con gli affreschi di Pier Francesco Mola, nelle sale e specialmente nel salone delle feste. 
Dal 1901 al 1931 la popolazione di Nettuno passò da 4.707 a oltre 9.000 abitanti. Molti erano i nettunesi che vivevano nelle frazioni: Cretarossa, Armellino, Tre Cancelli, Valmontorio, Conca e Ferriere. 

### Il ventennio fascista e la seconda guerra mondiale
Nel maggio 1924 la città di Nettuno conferì la cittadinanza onoraria a Benito Mussolini, revocata dopo 101 anni, il 21 maggio 2025.
II 20 luglio 1925, nel Forte Sangallo, Mussolini firmò con i ministri della Jugoslavia la convenzione di Nettuno, una serie di accordi economici e giuridici che interessavano specialmente le condizioni degli italiani in Dalmazia, nonché le relazioni fra Zara ed il retroterra dalmata e — data l'annessione di Fiume all'Italia — anche la regolamentazione dei limiti delle acque territoriali tra Fiume e Sussak, oltre che delle zone di pesca di rispettiva competenza. 
Con regio decreto legge nel 1934, sancendo l'istituzione della nuova provincia di Littoria, si stabilì la cessione da parte di Nettuno delle frazioni di Acciarella, Conca e Le Ferriere (quindi quasi tutto il corso del fiume Astura) e la loro aggregazione al comune di Littoria (oggi Latina). 
Come statuito con legge nel 1939, Nettuno si trovò riunita ad Anzio in un unico comune denominato "Nettunia", fondato ufficialmente il 24 gennaio 1940. L'unione durò fino al 1945. 
Sulle coste di Nettunia, il 22 gennaio del 1944 mezzi da sbarco anglo-statunitensi diedero luogo allo sbarco di Anzio. A ricordo dell'accaduto venne edificato un monumento commemorativo proprio all'interno del bosco di Nettuno, nei pressi dell'entrata prospiciente il poligono militare.

Il grattacielo di Nettuno, in piazzale Michelangelo a Scacciapensieri.

Nel 1986 venne costruito il porto turistico Marina di Nettuno di fronte al borgo.
Dagli anni 2000 ad Oggi
Nel 2005 il comune di Nettuno è stato sciolto dal consiglio dei ministri per infiltrazioni mafiose ,nel 2022 il comune è stato nuovamente sciolto dal consiglio dei ministri per infiltrazioni mafiose con un ulteriore proroga di sei mesi nel 2024.

### Simboli
Lo stemma è stato riconosciuto con D.P.C.M. del 13 febbraio 1953.
Il gonfalone, concesso con D.P.R. del 6 ottobre 1953, è un drappo di azzurro.

## Monumenti e luoghi d'interesse

### Architetture religiose

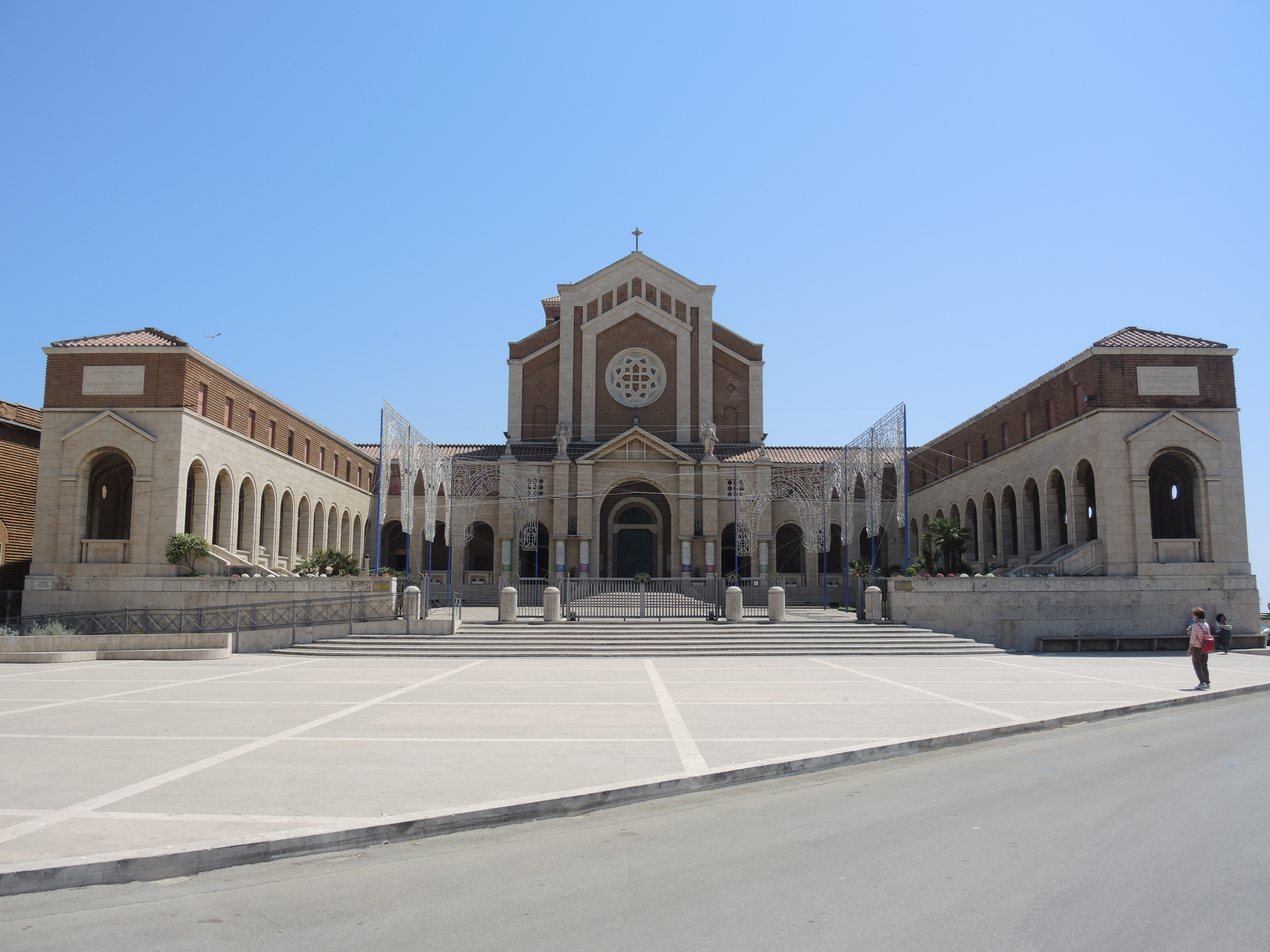
Santuario di Nostra Signora delle Grazie e di Santa Maria Goretti

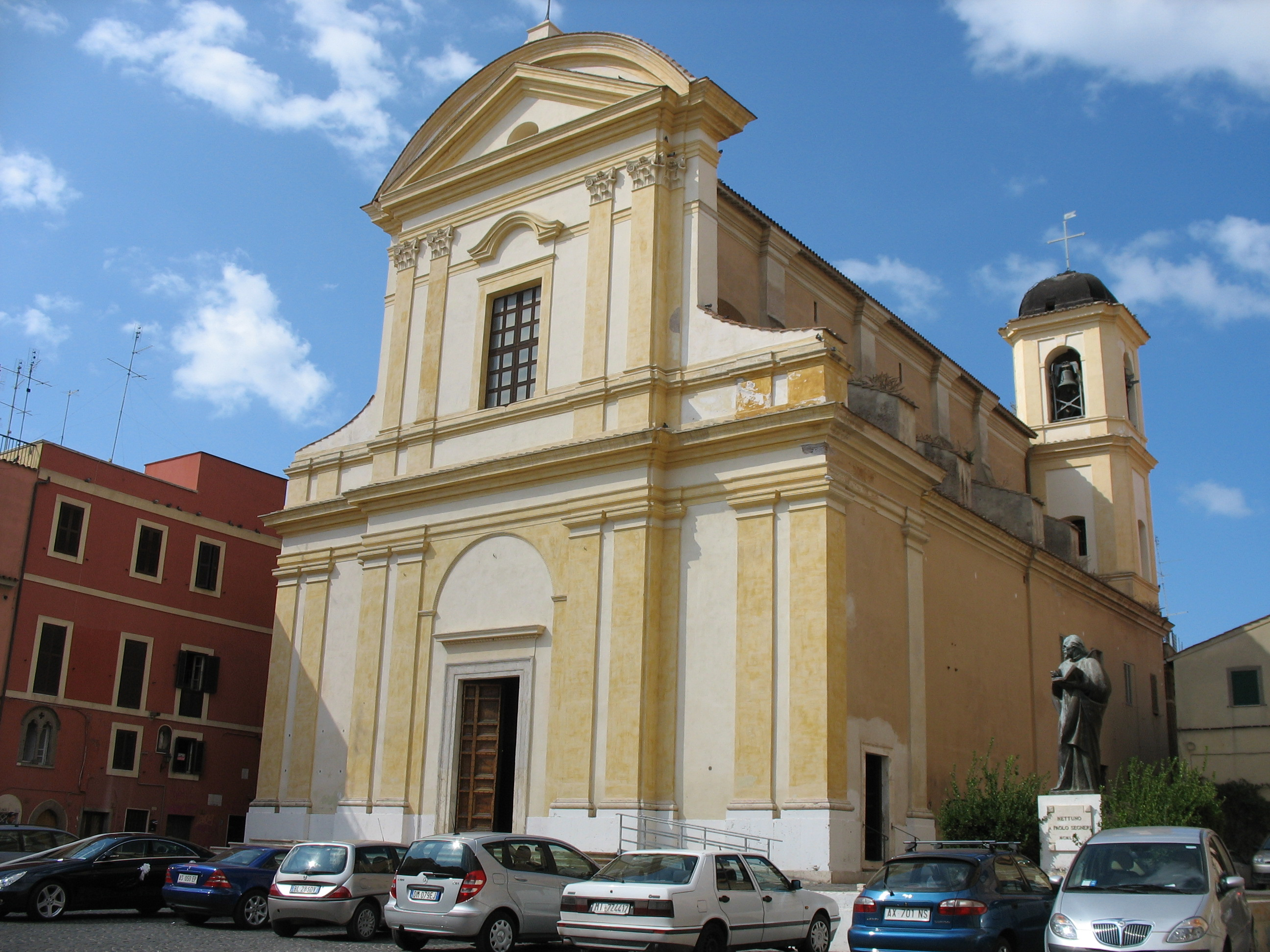
Chiesa Collegiata dei Santi Giovanni Battista ed Evangelista

- Santuario di Nostra Signora delle Grazie e di Santa Maria Goretti: Il santuario sorge alla fine del Lungomare Giacomo Matteotti, sulla costa. È situato dove una volta c'era la piccola chiesa dell'Annunziata. Fu costruito per volere dei padri passionisti nel 1914, grazie all'aiuto di papa Pio X. Ospita la cripta della Santa Maria Goretti ed una statua lignea della Madonna delle Grazie. La copia di questa statua, utilizzata per evitare il degrado di quella originale, viene portata, ogni anno, in processione.
- Chiesa Collegiata dei Santi Giovanni Battista ed Evangelista
- Chiesa di San Francesco d'Assisi: La chiesa fu fondata da san Francesco d'Assisi durante il suo viaggio a Gaeta nel 1222. L'interno della chiesa si compone di tre navate, pavimento in marmo; sull'altare centrale è possibile ammirare una pala dipinta da Andrea Sacchi che raffigura la Madonna di Loreto, San Giuseppe, San Bartolomeo, San Rocco e San Francesco. Entrando a sinistra ci sono due antichi affreschi del 1932 uno rappresentante sant'Antonio Abate. All'interno della sacrestia sono dipinte due storie della vita di San Francesco.
- Chiesa di San Francesco
- Chiesa del Sacro Cuore di Gesù
- Chiesa di San Paolo Apostolo
- Chiesa di Santa Lucia Vergine e Martire
- Chiesa della Madonna del Buon Consiglio
- Chiesa di San Pietro Claver
- Chiesa dell'Esaltazione della Santa Croce
- Parrocchia di Santa Barbara Vergine e Martire (ove, l'8 luglio 1902, si svolsero i funerali di Santa Maria Goretti) - Chiesa dedicata alla Madonna del Buon Consiglio, anche conosciuta col nome di Chiesa della "Divina Provvidenza"
- Tenda del Perdono (stanza dell'ex ospedale Orsenigo dove morì, il 6 luglio 1902, Santa Maria Goretti) - Parrocchia Santa Barbara V.M.
- Chiesa dell'Immacolata Concezione
- Chiesa di Santa Maria del Quarto
- Chiesa di S.S. Anna e Gioacchino, nel quartiere Scacciapensieri, e Chiesa di San Giacomo, nell’omonimo quartiere. Entrambe le chiese, di chiara architettura moderna post conciliare, ospitano numerose comunità del discusso Cammino Neocatecumenale.

### Architetture civili

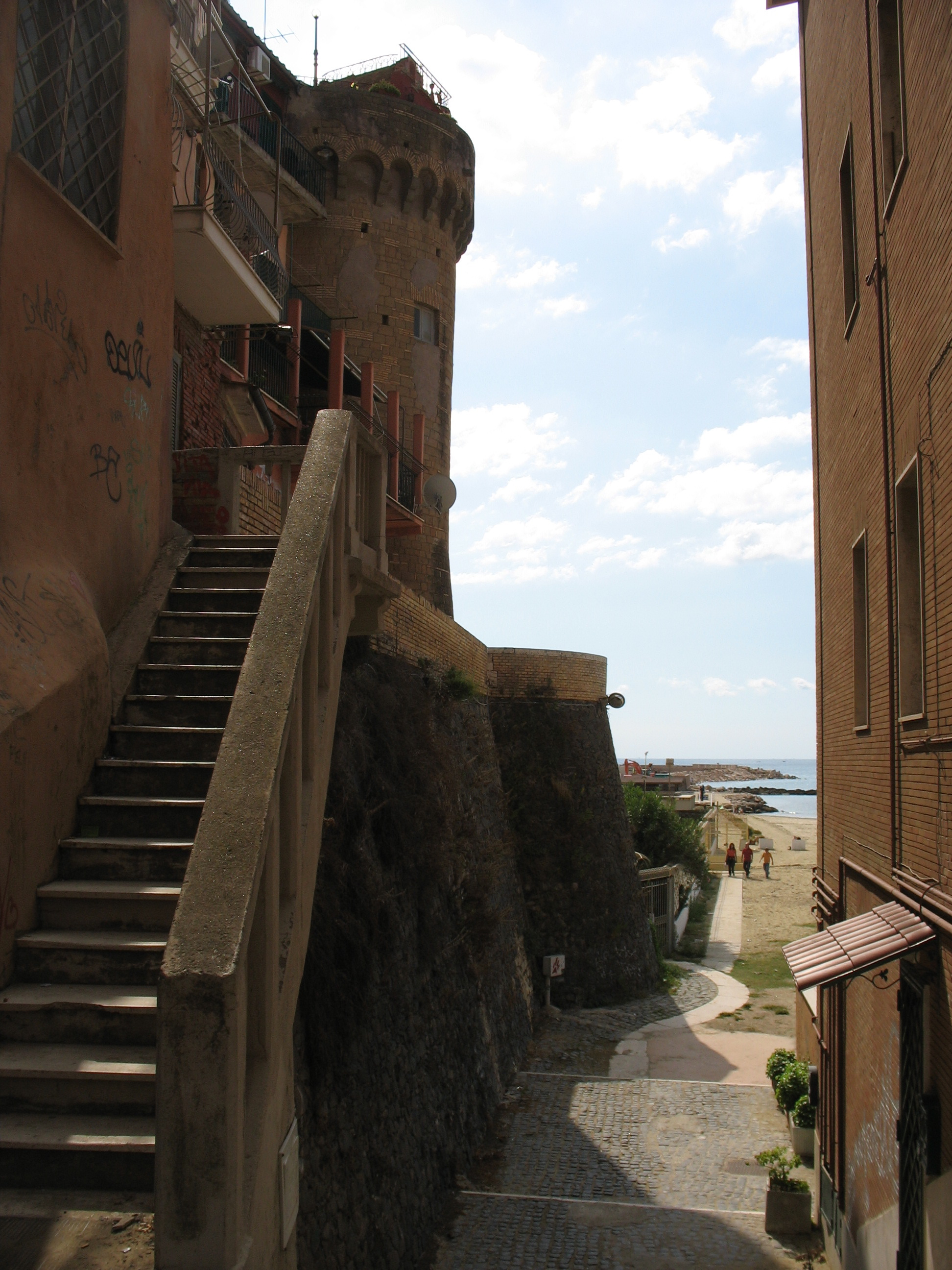
Uno scorcio del borgo.

- Borgo medievale di Nettuno: la parte vecchia di Nettuno, il centro storico della città, si trova a picco sul mare. Costruito all'interno delle mura con torrioni cilindrici. Le torri sono del 1300, quando Nettuno era sotto la signoria degli Orsini. Oltre alle case di molti residenti, tra i vicoletti e le piazze si trovano anche palazzi storici, come il Palazzo Baronale, il cui ingresso è in Piazza Marconi; il palazzo, un tempo della famiglia Colonna, fu il simbolo del potere feudale; il Palazzo Doria-Pamphilj, del 1600; la chiesa collegiata di San Giovanni Battista, di origine medievale (anche se costruita sulle antiche rovine del probabile tempio del dio Nettuno), ma completamente ricostruita tra il 1738 ed il 1748.

- Villa Bell'Aspetto, conosciuta come Villa Borghese o Villa Costaguti: la Villa cardinalizia facente parte di un sistema costiero di ville, quali quelle di Anzio come Villa Adele, Villa Sarsina e Villa Albani, tutte edificate da cardinali come dimore di rappresentanza e di svago, fu fatta costruire nel 1648 dal cardinale Vincenzo Costaguti, appartenente ad una ricca famiglia di banchieri genovesi stabilitisi a Roma alla fine del Cinquecento. I Costaguti rimasero proprietari dell'edificio fino al 1818, anno in cui, per debiti, lo vendettero a Don Giovanni Torlonia. Nel 1832 la proprietà fu acquistata dal principe Camillo Borghese, marito dì Paolina Bonaparte, la sorella di Napoleone I. La Villa Bell'Aspetto, questo il nome con cui era chiamata, da allora è sempre appartenuta ai Borghese che tuttora la possiedono. La Villa è stata eretta in posizione dominante su un colle prospiciente il mare, circondata da un ampio parco-giardino, disegnato nel 1840, con giardino all'italiana, giardino degli aranci e bosco. Interessanti le gallerie scavate sotto la villa ed utilizzate durante lo sbarco degli alleati nel corso della seconda guerra mondiale. Il parco presenta una rigogliosa macchia mediterranea con numerose piante di essenze tipiche autoctone di Farnia, Leccio, Sughera e Pino domestico. La zona in cui oggi sorge la villa con tutto il suo immenso giardino sarebbe stata una parte importante dell'antica Anzio; infatti sotto di essa sono presenti moltissimi ruderi.

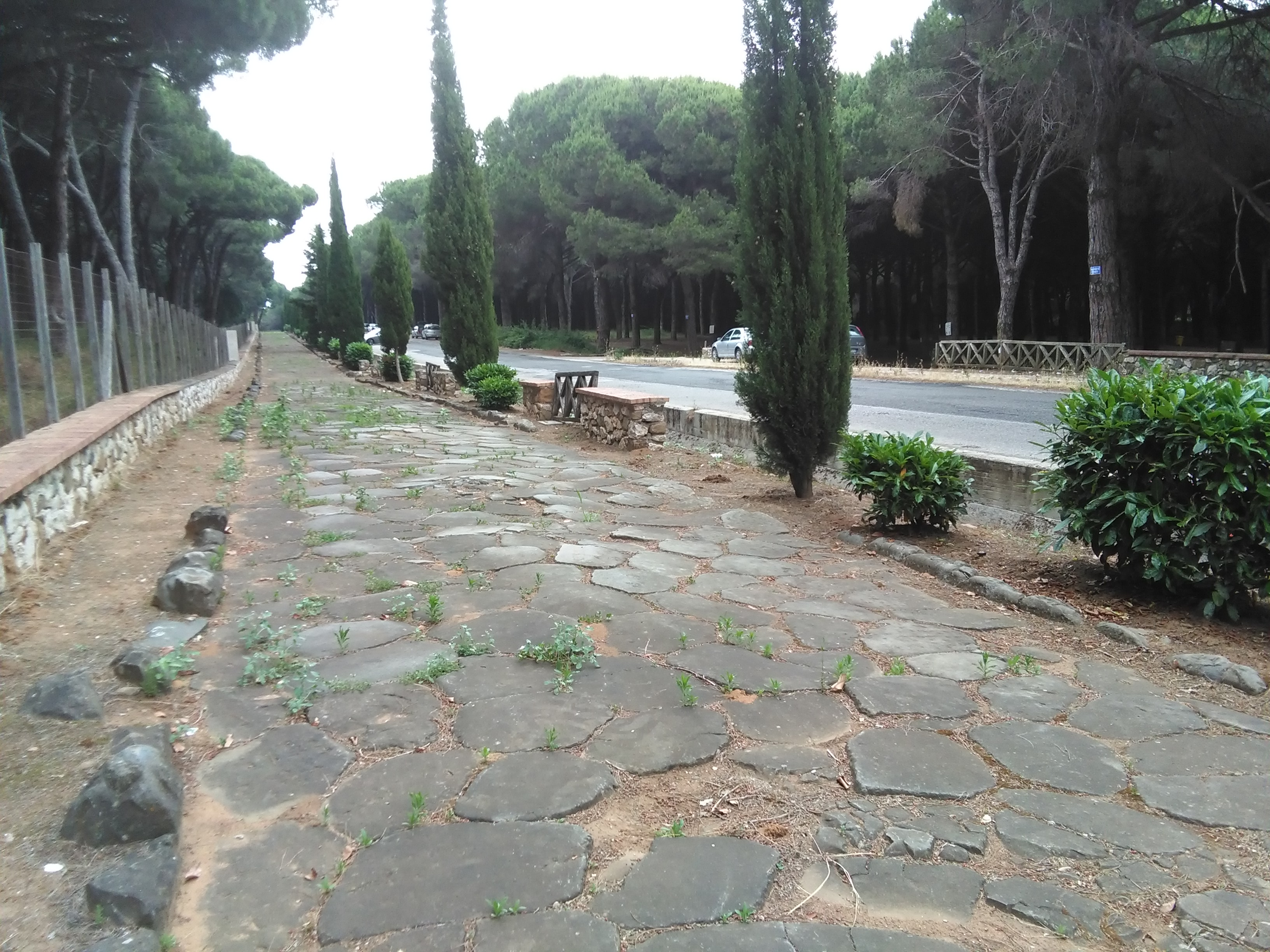
Antica strada romana, la via Lanuvium-Antium, riportata alla luce nel 2002.

- Antica strada romana: un tratto della via Lanuvium-Antium[51], anche conosciuta come Via Recta, identificato con la via storica dallo studioso G. M. De Rossi, è oggi visibile parallelo alla via Selciatella, nella località "La Campana", dove è stato dissotterrato nel 2002[29]
- Via Santa Maria: antica strada che collega la stazione ferroviaria con Piazza Mazzini.

### Architetture militari

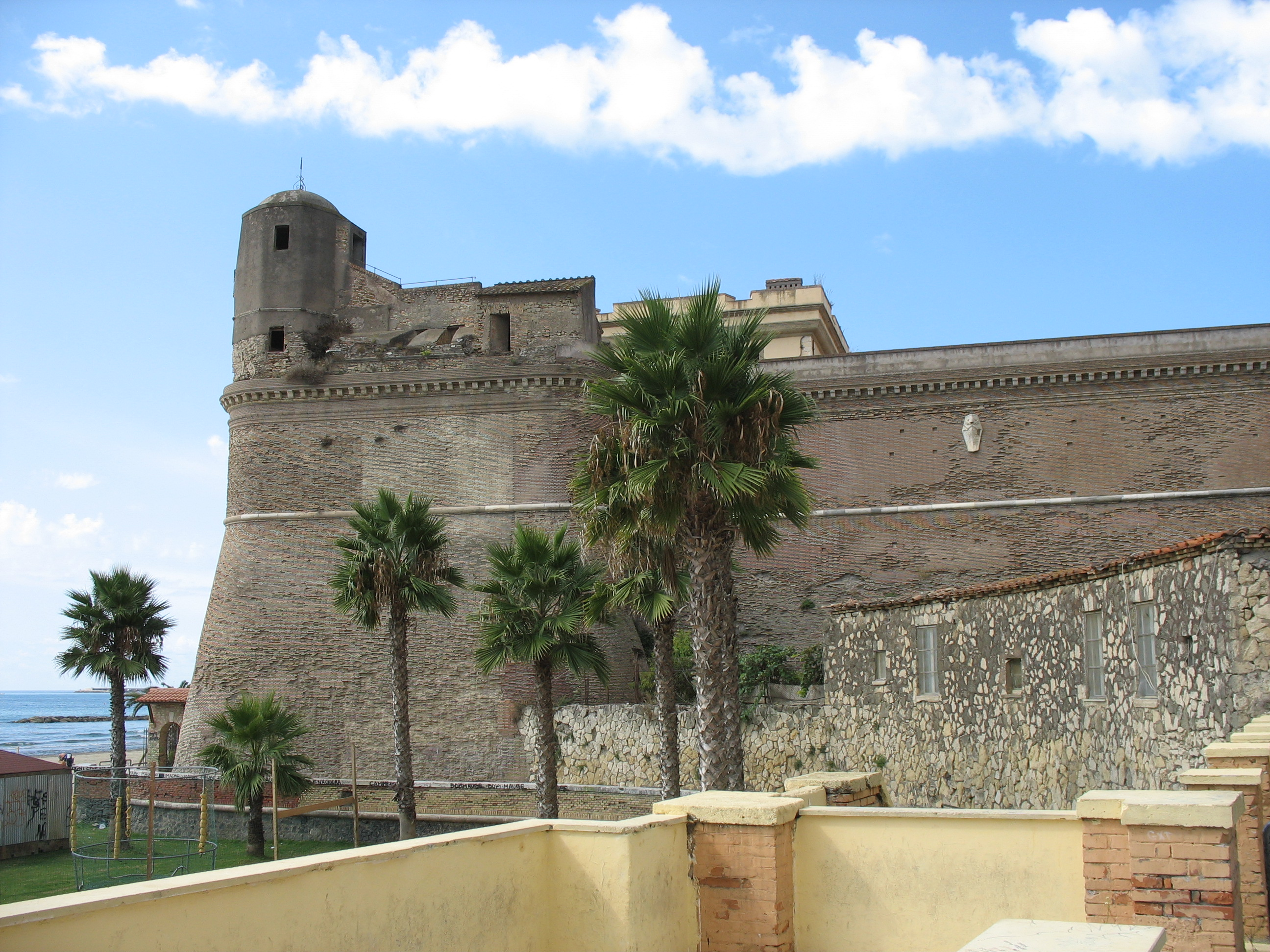
Il Forte Sangallo.

- Forte Sangallo: la fortezza fu costruita tra il 1501 ed il 1503 da Antonio da Sangallo il Vecchio, per volere di Cesare Borgia. Fu edificata per proteggere la città, definita il granaio del Lazio, dagli attacchi del mare. Il forte è a picco sul mare di Nettuno, ha una struttura quadrangolare di 320 metri quadrati, ed ha quattro baluardi, con mura dallo spessore di cinque metri. Al centro sorge un imponente mastio, ampliato successivamente con nuovi piani. Dopo i Borgia, il forte passa ai Colonna, fino al 1594, quando venne ceduto alla Camera Apostolica. Nel 1831, è il turno dei Borghese. il 20 luglio 1925, venne stipulata qui la convenzione di Nettuno, tra Italia ed il Regno dei Serbi, Croati e Sloveni. Oggi l'edificio ospita il museo dello sbarco alleato e l'Antiquarium, museo che contiene materiale archeologico, storico ed artistico del territorio nettunese.

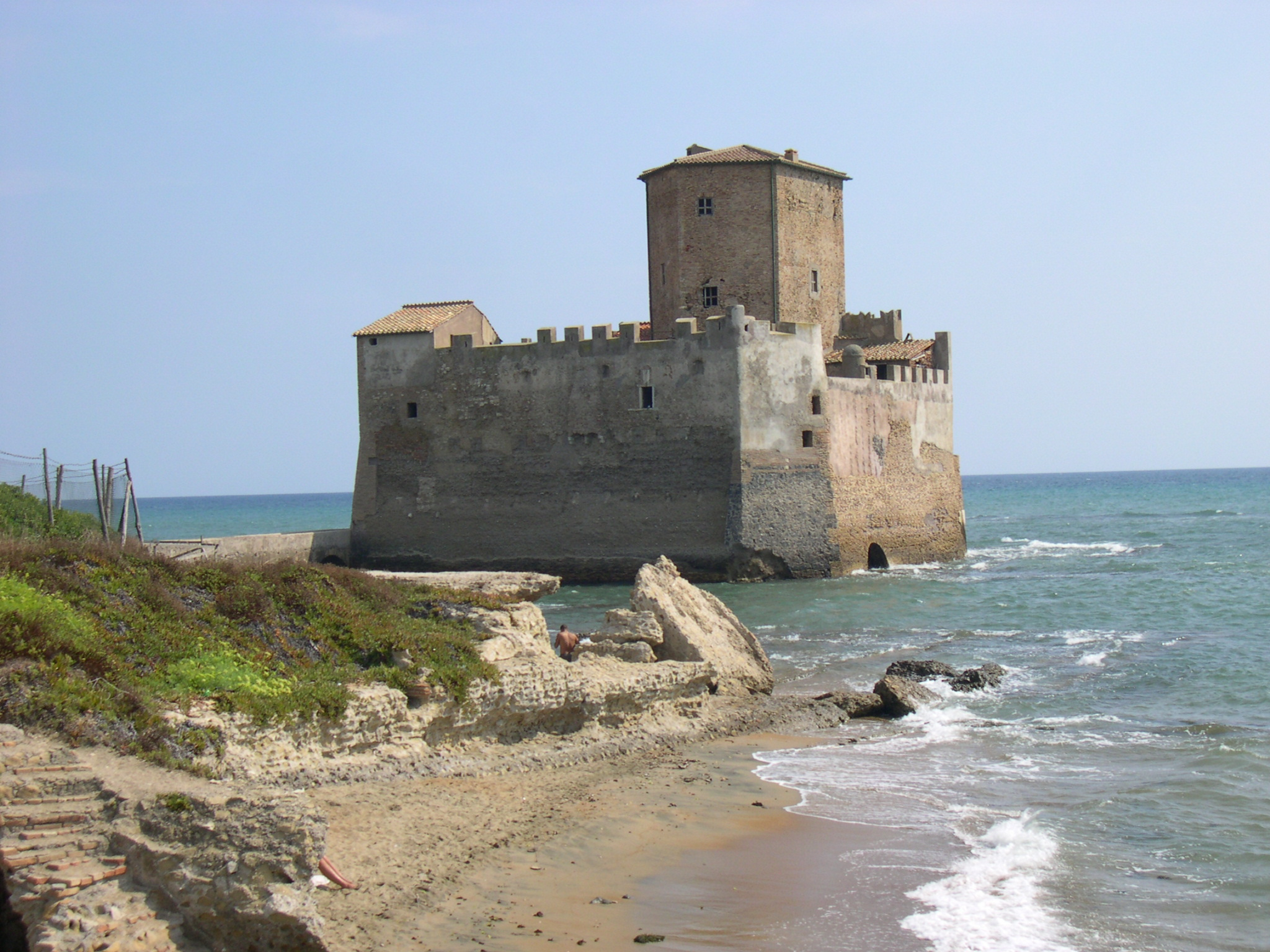
Torre Astura.

- Torre Astura: situata all'interno di un poligono militare, a circa 7 chilometri a sud dalla città. Edificata su un antico porto romano ancora visibile, nel 1193 dai Frangipane, signori del posto, che costruirono una fortezza marittima con una torre a pianta pentagonale circondata dalle acque e collegata alla terraferma da un ponte ad arcate in laterizio. Nella zona che la circonda si trova una pineta dove scorre il fiume Astura.

### Altro
- Campo della Memoria: un cimitero militare situato in via Rocca Priora. Ospita i caduti della Repubblica Sociale Italiana nei combattimenti dello sbarco di Anzio (1944)[52][53].

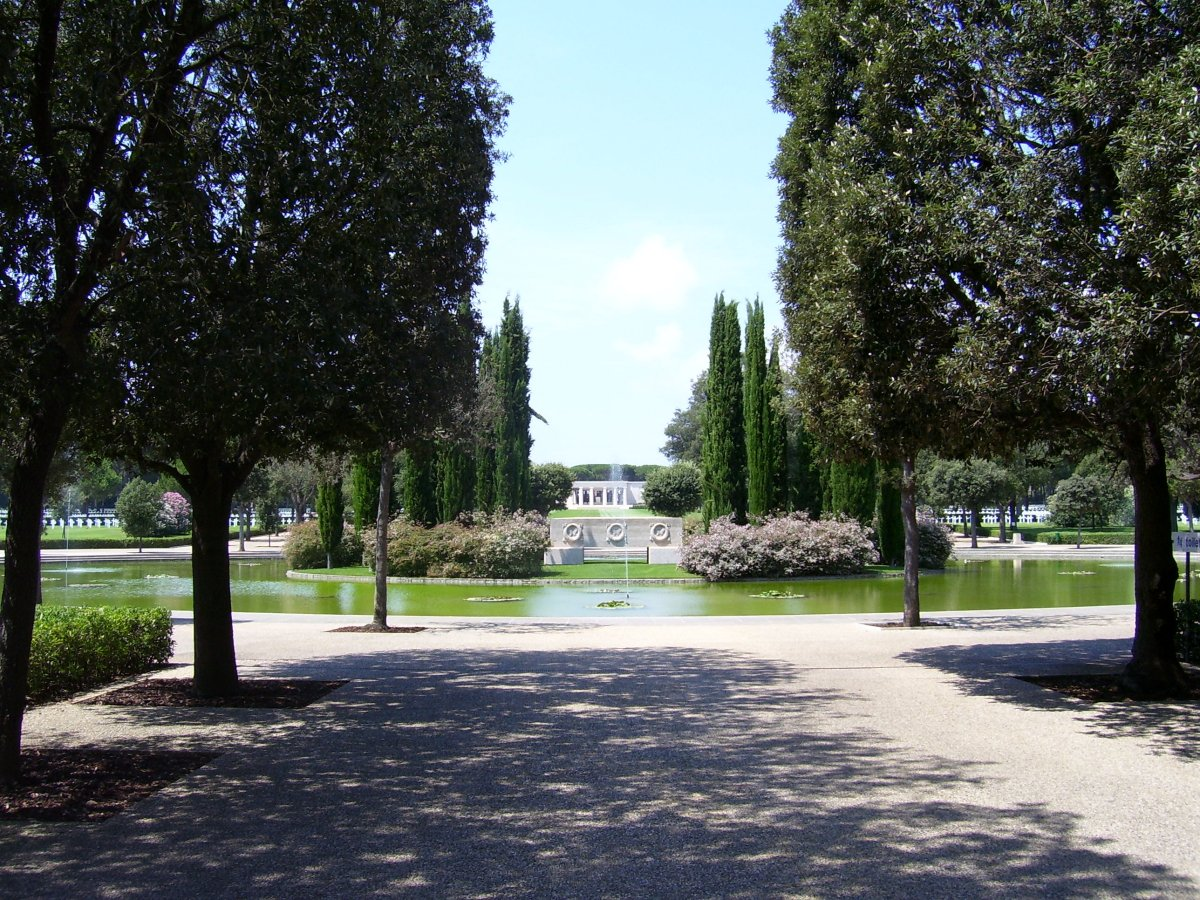
Vista del cimitero americano.

- Cimitero americano di Nettuno: è un grande memorial, dedicato ai caduti americani della seconda guerra mondiale. Sono giunti a commemorare i loro caduti due presidenti degli Stati Uniti d'America: George H. W. Bush, nel 1989, in occasione del Memorial Day, e Bill Clinton, nel 1994, per il 50º anniversario dello sbarco di Anzio.
- Porto turistico: situato il borgo ed il lungomare. Inaugurato nel 1986, attualmente ad accesso regolato, conta circa 980 posti barca, dispone di 14 pontili e circa 3000 metri di molo.

Monumenti e fontane

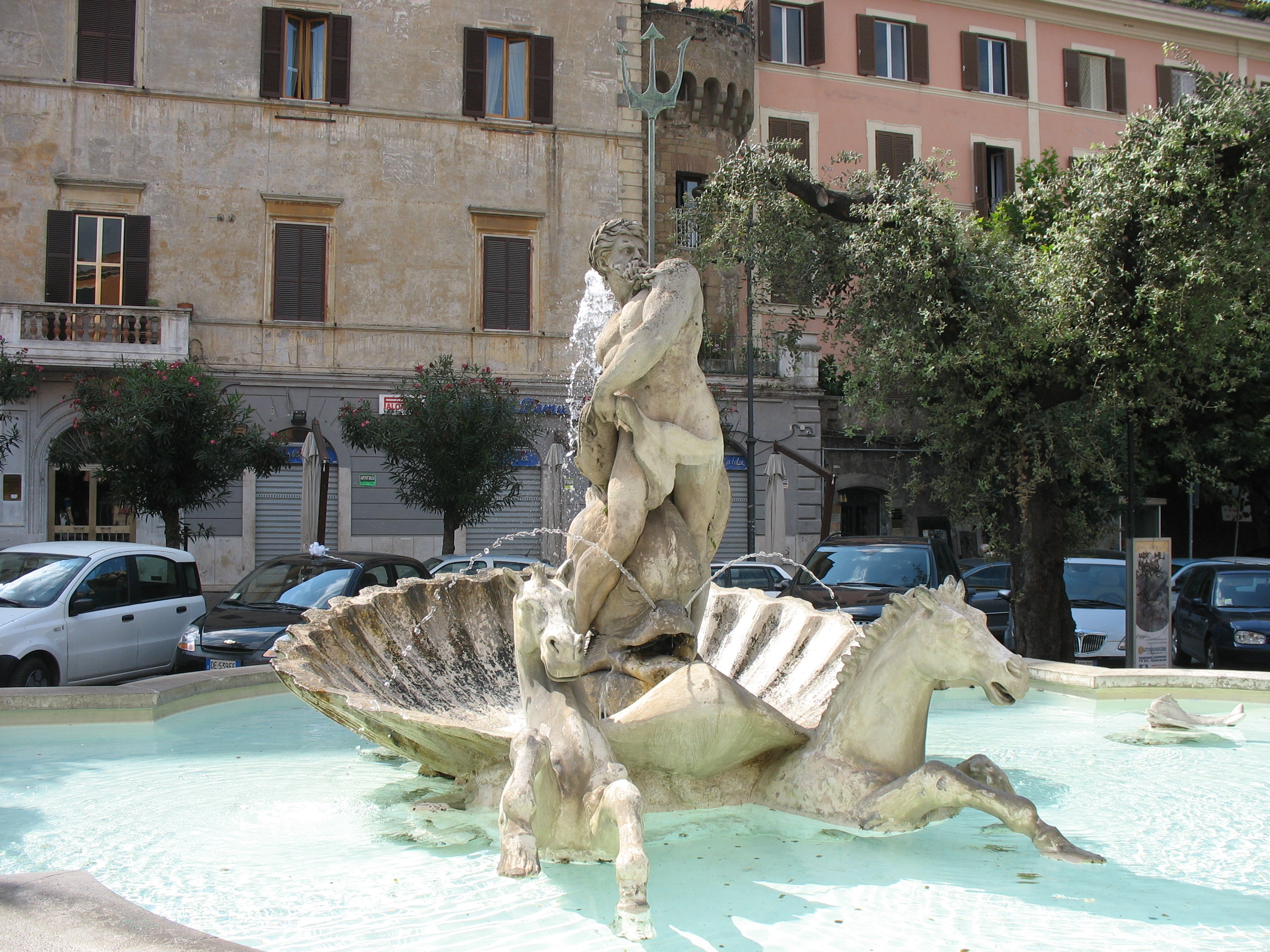
Fontana del Nettuno.

- Fontana del Nettuno, in piazza Mazzini
- Monumento ai Caduti, in piazza Battisti
- Statua di Paolo Segneri, in piazza San Giovanni
- Busto di Paolo Segneri, in piazza Segneri, davanti alla sua casa natale
- Statua di Santa Maria Goretti, in piazza San Francesco
- Statua della Madonna, in piazzale Michelangelo
- Monumento alla Pace in via Cristoforo Colombo
- Monumento alla Pace Universale lungo la Riviera Guido Egidi

### Aree naturali
- Riserva naturale provinciale Villa Borghese
- Poco fuori dal comune c'è una grande macchia mediterranea, che si estende fino al confine con la provincia di Latina, il bosco del Foglino con una superficie di 550 ettari è un lembo residuo dell'antica selva del Circeo e di Terracina, in passato si estendeva da Roma a Napoli. Nel bosco sono presenti numerose specie vegetali e animali. Qui nasce un fungo porcino il boletus aestivalis.
- Nella frazione di Cadolino, c'è un importante sughereto.
- In direzione di Aprilia è presente un altro grande bosco, la Campana, situato su una vecchia strada romana.
- Intorno a Torre Astura, si estende una grande pineta; è inoltre presente una parte del bosco di Foglino, oltre ad un'area costituita da siepi e bassi arbusti selvaggi, pullulante di specie animali e vegetali come cinghiali, conigli e molte specie di funghi, appartenente all'Esercito Italiano.
- Tra i parchi cittadini, il più famoso è il parco Loricina (prende il nome dall'omonimo fiume che sfocia nel mare a levante del borgo), intitolato a Giovanni Palatucci e recentemente è stato rivalutato anche il Parco Pubblico di via Romana Antica nel quartiere San Giacomo. Il parco Loricina è sede di numerose manifestazioni estive.
- Laghetto Granieri

## Società

### Evoluzione demografica

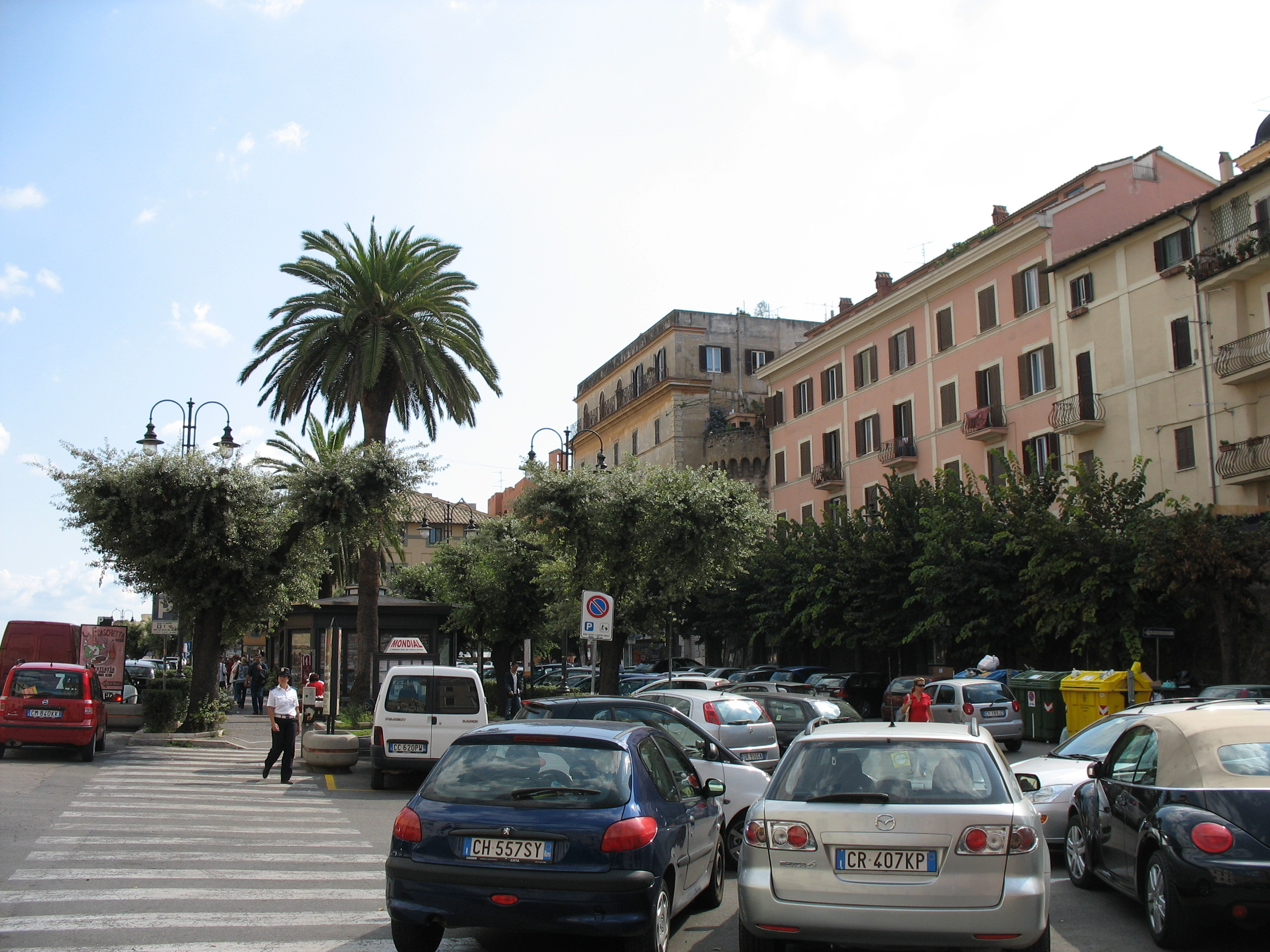
Piazza Mazzini

Abitanti censiti

| Anno | Residenti |
| ---- | --------- |
| 1999 | 36 641    |
| 2000 | 36 576    |
| 2001 | 36 080    |
| 2002 | 36 254    |
| 2003 | 36 849    |
| 2004 | 39 434    |
| 2005 | 40 651    |
| 2006 | 41 867    |
| 2007 | 42 370    |
| 2008 | 43 409    |
| 2009 | 44 444    |
| 2010 | 46 846    |
| 2011 | 47 332    |
| 2012 | 47 642    |
| 2016 | 49 167    |

### Etnie e minoranze straniere
Al 31 dicembre 2015 a Nettuno risultano residenti 4 701 cittadini stranieri, le nazionalità più rappresentate sono:
- Romania: 1 229
- Bulgaria: 833
- India: 606
- Tunisia: 285
- Bangladesh: 183
- Marocco: 164
- Polonia: 148
- Cina: 129
- Ucraina: 124

### Tradizioni e folclore

#### Festa di sant'Antonio Abate
La festa si svolge la seconda domenica di gennaio; intorno al 17. La domenica mattina avviene la benedizione degli animali; al quale partecipano cavallerizzi da tutta la zona, carri trainati da cavalli e asini, animali domestici. Originariamente la benedizione era preceduta da una processione, usanza che si è interrotta negli ultimi anni.

#### Festa della Madonna delle Grazie
La solenne processione, che si svolge il primo sabato di maggio, per le vie centrali di Nettuno. La Madonna delle Grazie viene portata e accompagnata dai nettunesi dal santuario di Santa Maria Goretti e Nostra Signora delle Grazie alla chiesa di San Giovanni, nel borgo medioevale. Sfilano tutte le confraternite delle parrocchie della città, e anche rappresentanti dei comuni limitrofi.

### Istituzioni, enti e associazioni
- Banca di Credito Cooperativo

#### Istituto di Polizia per ispettori I.P.I. Nettuno
L'istituto di polizia si estende su un'area di 15 ettari, nel quartiere Santa Barbara, in Via S. Barbara 94. In passato è stata scuola di Tiro dell'Artiglieria, scuola allievi p.s., scuola per sottufficiali p.s. Nel 1985 è stato dato all'istituto il nuovo titolo e ruolo ovvero Istituto per Sovrintendenti e di perfezionamento per Ispettori, dal 2004 l'Istituto ha assunto una nuova ed attuale denominazione ovvero Istituto per Ispettori. È un importantissimo Centro di Addestramento cinofilo della Polizia di Stato, oltre che al nuovissimo centro per l'addestramento all'Ordine Pubblico, inoltre ospita anche la scuola di specializzazione al tiro (Centro Nazionale di Specializzazione e Perfezionamento del Tiro). 

#### Scuola Centrale di Tiro d'Artiglieria
A Nettuno dal 1888, viene trasferita ufficialmente a Bracciano (RM) nel 1945. Rimane oggi il poligono di tiro che si estende fino alla provincia di Latina, sul mare. Il tratto di spiaggia che va da Scacciapensieri a Torre Astura è territorio dell'E.I.

## Cultura

### Istruzione

#### Università
- Università Civica di Nettuno
- Università Agraria

#### Musei
- Antiquarium comunale[58]
- Museo dello sbarco alleato[59]

Teatro
Teatro Studio 8
Teatro Spazio Vitale
Nuovo Spazio Musica
Teatro Comunale
Biblioteca
Biblioteca  Chris Cappell
Biblioteca Comunale
Biblioteca Sangallo

### Cinema
Nettuno è stata spesso scelta da molti registi cinematografici per il carattere pittoresco di alcuni luoghi di interesse come il borgo medievale, il Castello, Torre Astura, il Bosco di Foglino.
- Rosa di sangue (1937), regia di Christian Jacque. Alcune scene sono girate presso le Ferriere, si realizzano scene di cow-boys, sullo stile western americano;[62]
- La figlia del Capitano (1947), regia di Mario Camerini. Alcune scene sono girate a Torre Astura e fra gli attori c'è un giovane Vittorio Gassman e Amedeo Nazzari il protagonista del film;[63]
- Eran trecento…La spigolatrice di Sapri (1952), regia di Gian Paolo Callegari girato in parte all’interno del borgo medievale nella piazzetta antistante sotto le mura della città vecchia all'altezza dell'attuale ristorante “La Torre”.[63]
- Ci sposeremo a Capri (1956), regia di Siro Marcellini girato al borgo medievale, in via Santa Maria storica via Nettunese (scena al botteghino del lotto) e sul lungomare;[63]
- L’uomo, la bestia, la virtù (1957), regia di Steno, con Totò, Orson Welles, Franca Faldini, Mario Castellani, filmato alla marciaronda;[63]
- Il bacio del sole (1958), regia di Siro Marcellini, nel cast anche Marisa Merlini e Nino Taranto, Lorella De Luca (e gli abitanti del borgo) girato alla marciaronda, via Andrea Sacchi, piazza Colonna;[63]
- Pia dei Tolomei (1958), regia di Sergio Grieco, coproduzione italo francese in parte ambientato a Nettuno.[63]
- Cleopatra (1963), regia di Joseph L. Mankiewicz con Elisabeth Taylor e Richard Burton. Alcune scene come quella del “catering” sono state riprese a Torre Astura, al ristorante “I Cacciatori” della famiglia Faraone. Inoltre nel film Cleopatra è presente una scena musicale con moltissimi elementi, alcuni dei quali forniti dalla banda musicale di Nettuno.[64]
- L'Arcidiavolo (1966), regia di Ettore Scola che riprende alcune scene sul ponte di Torre Astura con Vittorio Gassman, Claudine Auger e Mickey Rooney ;[64]
- Brancaleone alle Crociate (1970), regia di Mario Monicelli. Film girato a Torre Astura, nel cast sono presenti: Vittorio Gassman, Stefania Sandrelli, Beba Loncar, Gigi Proietti, Lino Toffolo e Paolo Villaggio.[64]
- Le Avventure di Pinocchio (1972), regia di Luigi Comencini con Andrea Balestri, Nino Manfredi, Gina Lollobrigida, Franco Franchi, Ciccio Ingrassia. Uno sceneggiato televisivo tratto dall'omonimo romanzo di Collodi che ambienta il suo finale a Torre Astura. Pinocchio e Geppetto fuggendo dalla pancia dalla balena in groppa ad un tonno, raggiungono una spiaggia e corrono via verso una torre lontana (Torre Astura);[64]
- Vogliamo i colonnelli (1973), regia di Mario Monicelli. Alcune scene sono state girate nei pressi del grattacielo "Scacciapensieri", nel quartiere Cretarossa.
- Salvo D’Acquisto (1975), regia di Romolo Guerrieri. A Torre Astura vengono girate alcune scene del film, con Massimo Ranieri, Lina Polito, Isa Danieli e Massimo Serato.[64]
- Paura in città (1976), regia di Giuseppe Rosati. La scena della rapina è filmata in piazza Mazzini, inoltre dalle immagini del film si evince, grazie alla presenza dell’illuminazione per la festa della Madonna delle Grazie, che le riprese avvengono a Nettuno durante il mese di maggio;[64]
- Io sono mia (1978), regia di Sofia Scandurra, con Stefania Sandrelli, Maria Schneider e Michele Placido. Il film è tratto dal romanzo “Donne in guerra” di Dacia Maraini, girato con una troupe di oltre cento persone al Borgo Medievale di Nettuno.[64]
- Sbirulino (1982) regia di Flavio Mogherini distribuito da Medusa. Fra gli interpreti, oltre a Sandra Mondaini ricordiamo Gianni Agus, Sergio Leonardi, Macha Magall e il campione di basket Willy Sojourner. La sceneggiatura è di Raimondo Vianello e Sandro Continenza. Il circo presente nel film (sembra fosse il circo Williams) si trova a Nettuno in località Loricina dove verranno girati alcuni interni;[65]
- L'insegnante di violoncello (1989), regia di Lawrence Webber. La maggior parte del film è girato nel quartiere Scacciapensieri ed alcune scene sono girate in spiaggia in alcuni stabilimenti noti del litorale Nettunese;[65]
- Infelici e contenti (1992) regia di Neri Parenti con Ezio Greggio, girato al Porto Turistico di Nettuno;[65]
- Amico mio (1993) con Massimo Dapporto ed il Maresciallo Rocca (1996 - 2008) con Gigi Proietti due serie televisive all'italiana vengono girate in diverse zone Nettuno;[65]
- Dolce far niente (1998), regia di Nae Caranfil girato all’interno del poligono militare di Nettuno;[65]
- Le avventure acquatiche di Steve Zizzou (2004), regia di Wes Anderson girato tra Nettuno e Ponza;[65]
- Cardiofitness (2006), regia di Fabio Tagliavia, con Nicoletta Romanoff. Il film è tratto dall’omonimo romanzo "Cardiofitness" di Alessandra Montrucchio viene ambientato nel mondo del baseball e girato allo Stadio Steno Borghese di Nettuno con una partita organizzata per l’occasione;[65]
- Baciami piccina (2006), commedia di Roberto Cimpanelli, con alcune scene ambientate nella pineta di Torre Astura;[65]
- Eravamo solo mille (2007) regia di Stefano Reali, il film tratta dell'impresa garibaldina nella Sicilia del 1860 con alcune scene ambientate nella pineta di Torre Astura;[65]
- C’era una volta Rugantino (2007), regia di Roberto Innocenzi, con l'attore e sceneggiatore Marco Nica. Il regista sottolinea l’importanza delle riprese per il territorio di Anzio e Nettuno poiché il cast riunisce la quasi totalità delle compagnie teatrali del litorale dando loro la possibilità di realizzare un progetto importante.[65]

### Cucina
Vino bianco uve di Bellone, localmente detto Cacchione; molluschi e crostacei; ranocchie fritte; alici; lumache; fungo porcino di Foglino.

## Geografia antropica

### Quartieri
Borgo, Centro, Cretarossa, Scacciapensieri, Montegrappa, Eschieto, Seccia, Santa Barbara, San Giacomo, Zucchetti, Cioccati, Cadolino, Piscina Cardillo, Canala, Tre Cancelli, Sandalo, Sandalo di Ponente, Sandalo di Levante

## Economia

### Turismo

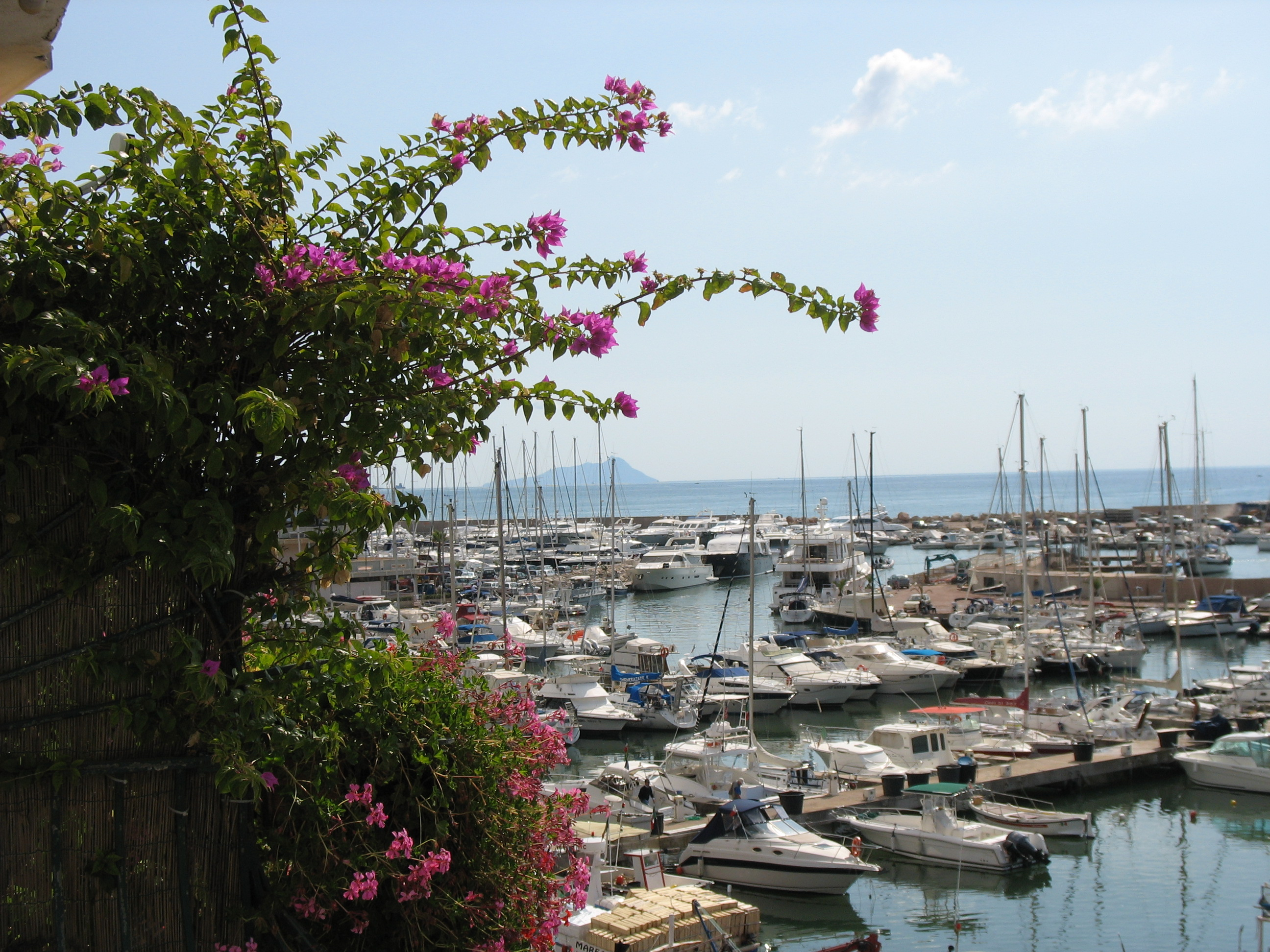
Il porto turistico di Nettuno, visto dal borgo, con sullo sfondo il Monte Circeo.

Il porto turistico visto dalla spiaggia libera. In secondo piano, svettano timpano e campanile della Chiesa dei Santi Giovanni Battista ed Evangelista

L'attività turistica è di fondamentale importanza per Nettuno. Durante la stagione estiva le vie e le piazze del centro si affollano di turisti e persone di tutte le età, provenienti da tutte le città vicine. Di giorno è il mare ad attirare, la sera il lungomare con la caratteristica e lunghissima passeggiata. La storia e i luoghi di interesse invitano molte persone ad ammirarne le bellezze. Parte della città è cinta da altissime mura medioevali, al di fuori delle quali si trova il Forte Sangallo costruito da Antonio da Sangallo; il cimitero dei caduti americani costruito dopo la seconda guerra mondiale; Torre Astura; Villa Bell'Aspetto conosciuta come Villa Borghese o Villa Costaguti e il porto Turistico di Marina di Nettuno.
La città è anche meta di turismo religioso grazie al Santuario di "Nostra Signora delle Grazie" e Santa Maria Goretti, la Collegiata dei Santi Giovanni Battista e Giovanni Evangelista, la Chiesa di San Francesco d'Assisi (secondo alcuni storici costruita sulle rovine del tempio della Dea Fortuna) come tutta la zona di carattere medioevale costruita su rovine dell'Antica Roma. Da non dimenticare il turismo, seppur con numeri ridotti e di importanza piuttosto marginale, legato allo sport del Baseball.

## Infrastrutture e trasporti

### Strade
Il comune è raggiungibile con:
- La strada statale 148 Pontina con le uscite di Aprilia, Campo di Carne, Nettuno-Campoverde nord-Velletri, Latina-B.go Piave, Cisterna-B.go Montello, dai comuni di Roma, Pomezia, Ardea, Aprilia, Latina e dai Castelli Romani;
- La strada statale 207 Nettunense per Zucchetti uscita in via della Fonderia (Lavinio) o via del Cinema (Villa Claudia) per Pocacqua, Cioccati e San Giacomo uscita in via Piccola Cannuccia; per Santa Barbara e centro uscita in via Casal di Claudia dai comuni di Anzio, Aprilia e dai Castelli Romani;
- La strada statale 601 Litoranea dal comune di Anzio e le frazioni di diversi comuni (Tor San Lorenzo, Torvaianica, Lido dei Pini, Ostia ed altre minori);
- La strada provinciale 106b Acciarella da Latina;
- La strada provinciale 12d Nettuno-Cisterna da Cisterna di Latina;
- La strada provinciale 87b Nettuno-Velletri o via dei 5 Archi da Velletri.

### Ferrovie
La stazione di Nettuno funge da capolinea della ferrovia Campoleone-Nettuno, servita dalle relazioni della società Trenitalia denominate FR8 nell'ambito del contratto di servizio stipulato con la Regione Lazio. 
In passato la stazione sorgeva in un'area più vicina alla costa, sulla preesistente ferrovia litoranea proveniente da Albano Laziale, inaugurata il 26 marzo 1884 dalla Società Anonima per la Ferrovia Albano-Anzio-Nettuno (FAAN), poi passata alle Ferrovie Secondarie Romane (FSR); la variante di tracciato realizzata più a monte fu attivata dalle Ferrovie dello Stato nel 1934. 

### Mobilità urbana
Nel quartiere periferico "Cretarossa" è presente il deposito della società dei trasporti laziale "Cotral". Funge da capolinea per le tratte in direzione Anzio, Aprilia, Castelli Romani, Roma Laurentina e Roma Anagnina. 
Fra il 1910 e il 1930 gli spostamenti lungo la costa erano serviti inoltre dalla tranvia Anzio-Nettuno, sostituita da una filovia, a sua volta soppressa nel 1944. 

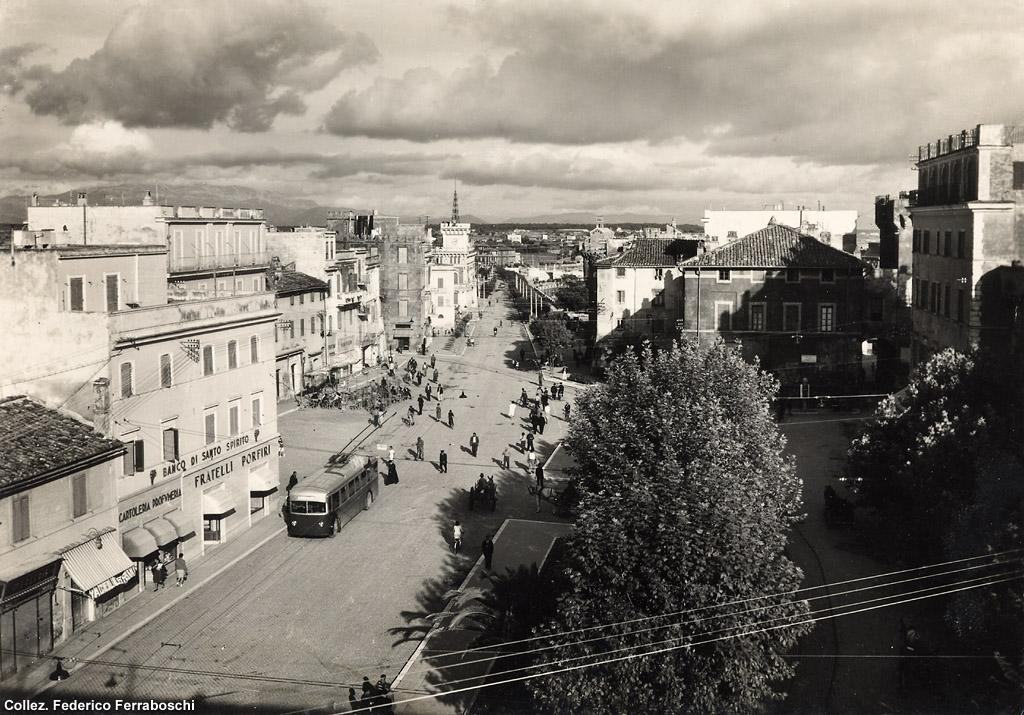
Un filobus ripreso in piazza Mazzini, a Nettuno, nei primi anni quaranta.

### Porti
Il porto Marina di Nettuno, inaugurato nel 1986, con funzione prettamente turistica.

## Amministrazione

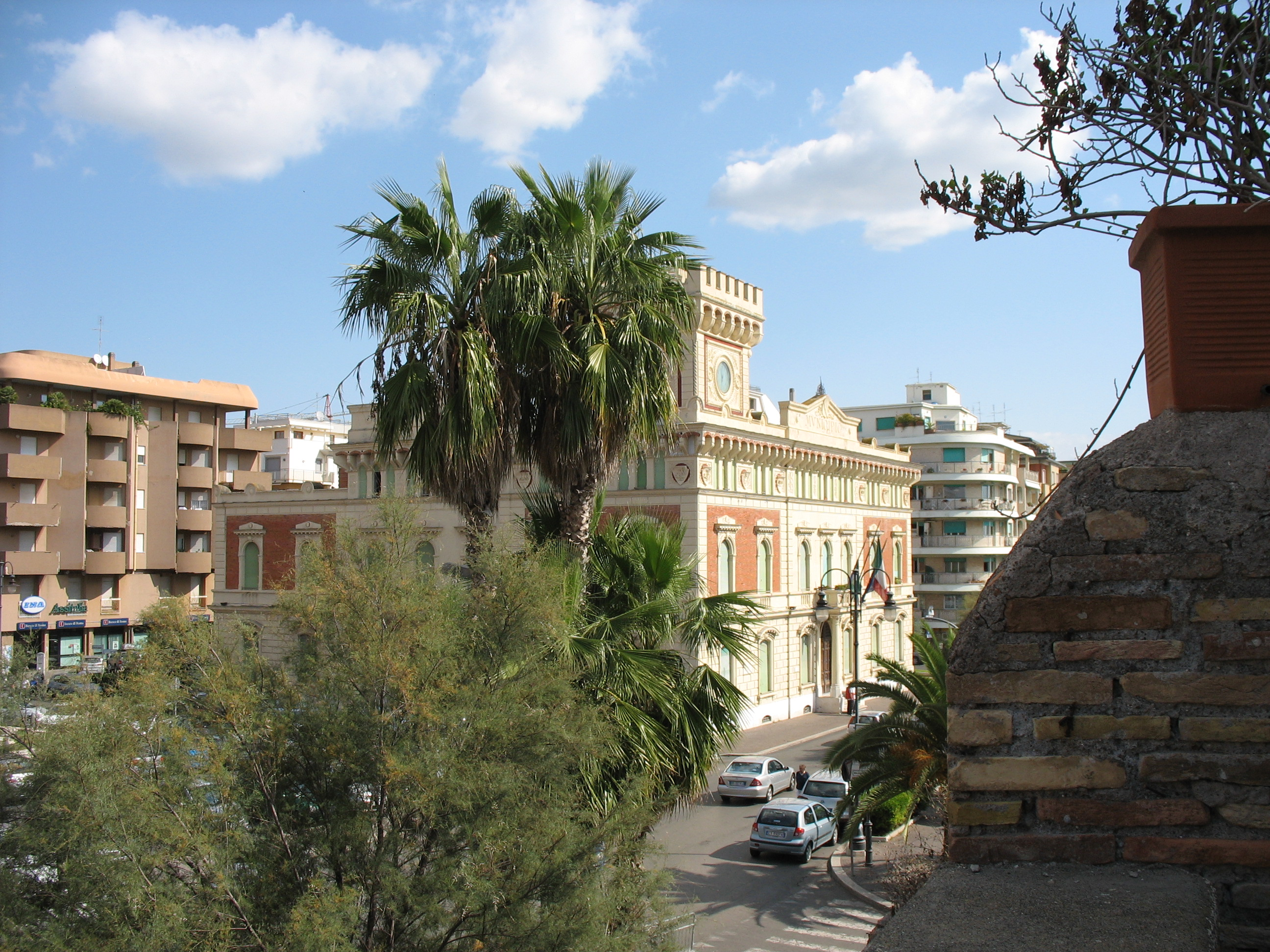
Il Municipio sul lungomare Matteotti, visto dal borgo.

Tra il 1940 e il 1945 fu aggregato con Anzio, al comune di Nettunia.
| Periodo          | Periodo          | Primo cittadino                                        | Partito                            | Carica                    | Note          |
| ---------------- | ---------------- | ------------------------------------------------------ | ---------------------------------- | ------------------------- | ------------- |
| 5 luglio 1985    | 27 novembre 1991 | Antonio Simeoni                                        | Democrazia Cristiana               | Sindaco                   |               |
| 27 novembre 1991 | 28 novembre 1992 | Arnaldo Serra                                          | Democrazia Cristiana               | Sindaco                   |               |
| 10 gennaio 1993  | 8 maggio 1995    | Giuseppe Monaco                                        | Democrazia Cristiana               | Sindaco                   |               |
| 8 maggio 1995    | 23 marzo 1998    | Carlo Conte                                            | Partito Democratico della Sinistra | Sindaco                   |               |
| 23 marzo 1998    | 14 dicembre 1998 | Salvatore Di Coste                                     |                                    | Commissario               |               |
| 14 dicembre 1998 | 28 novembre 2005 | Vittorio Marzoli                                       | Forza Italia                       | Sindaco                   |               |
| 28 novembre 2005 | 28 aprile 2008   | Mario Licciardello Renata Castrucci Maurizio Alicandro |                                    | Commissione straordinaria | [ 66 ]        |
| 28 aprile 2008   | 3 aprile 2015    | Alessio Chiavetta                                      | Partito Democratico                | Sindaco                   | [ 67 ]        |
| 3 aprile 2015    | 20 giugno 2016   | Raffaela Moscarella                                    |                                    | Commissario               |               |
| 20 giugno 2016   | 5 maggio 2018    | Angelo Casto                                           | Movimento 5 Stelle                 | Sindaco                   | [ 68 ]        |
| 5 maggio 2018    | 10 giugno 2019   | Bruno Strati                                           |                                    | Commissario               |               |
| 10 giugno 2019   | 17 giugno 2022   | Alessandro Coppola                                     | Lega                               | Sindaco                   |               |
| 17 giugno 2022   | 7 dicembre 2022  | Bruno Strati                                           |                                    | Commissario               |               |
| 7 dicembre 2022  | 2 dicembre 2024  | Antonio Reppucci Tania Giallongo Gerardo Infantino     |                                    | Commissione straordinaria | [ 70 ] [ 71 ] |
| 2 dicembre 2024  | in carica        | Nicola Burrini                                         | Partito Democratico                | Sindaco                   |               |

### Gemellaggi
- Corinaldo
- Traunreut
- Bandol
- Ardee[72][73]
- Wehr, dal 2011
- Jaguariúna
- Cleveland - Van Buren (Arkansas)
- Ipswich

## Sport

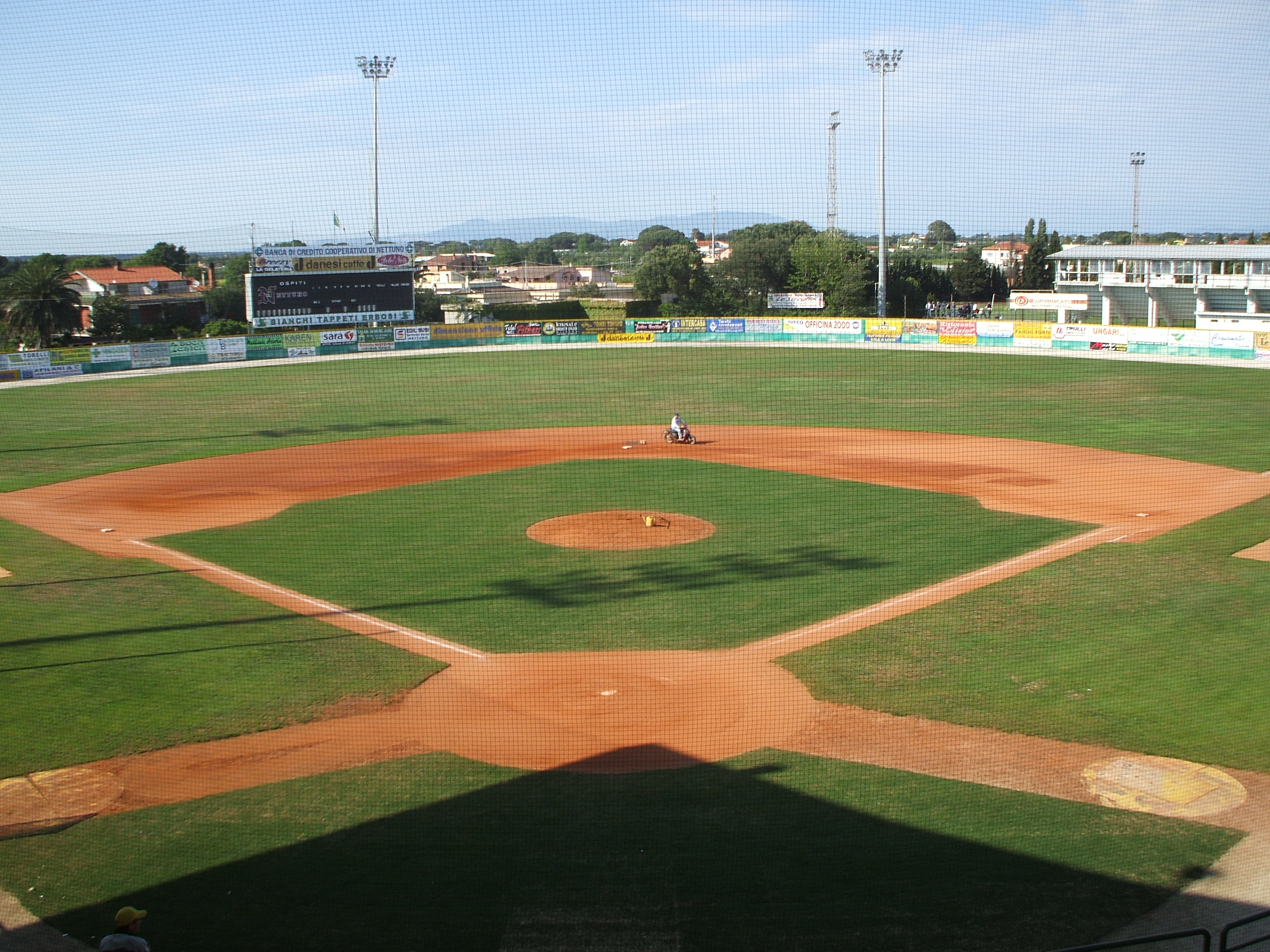
Il "diamante" dello Stadio Steno Borghese, campo interno del Nettuno Baseball.

### Atletica leggera
- ASD Atletica Neptunia.[74]
- Olimpia Nettuno.[74]

### Baseball
- Nettuno Baseball che nel 2020 milita nel campionato maschile di Serie A1.[75]

### Beach soccer
- Noname Nettuno Bs, che nel 2019-20 partecipa ai tornei di beach soccer.[76]

### Calcio
Le squadre in attività sono:
- A.S.D. Nettuno Calcio, fondata nel 1926 e militante in Eccellenza.
- Don Pino Puglisi e Pro Calcio Nettuno, che militano nel campionato maschile di Seconda Categoria.

### Pallacanestro
Le squadre cittadine sono il New Nettuno e l'Oratorio San Paolo Tre Cancelli, entrambe militanti nelle divisioni dilettantistiche.

### Impianti sportivi
- Lo stadio Steno Borghese è il principale impianto di Nettuno per la pratica del baseball di Nettuno. Con una capienza di circa 8000 posti, esso è lo stadio di baseball più grande d'Italia. Finemente ristrutturato nel 2019, ospita ora le partite casalinghe delle due squadre di baseball della città. Nella sua storia lo stadio ha ospitato numerose manifestazioni di carattere internazionale, tra cui molte partite dei mondiali ed europei. Nel 2008 ha ospitato quattro gare dell'Italian Baseball Series contro il T&A San Marino.[senza fonte]
- Stadio comunale Celestino Masin, campo interno dell'ASD Nettuno Calcio;
- Palazzetto dello Sport dove si giocano partite di Pallavolo e numerosi incontri di Pallacanestro. È situato all'interno del Centro Sportivo di Santa Barbara, è di proprietà comunale.[senza fonte]
- Sempre nell'indotto sportivo di Santa Barbara sono presenti tre piccoli campi da baseball, sede di due squadre minori: I Lions Baseball Club e il Nettuno2.[senza fonte]
- Sede di un'altra squadra di Baseball è il campo sportivo "Enzo Castri" ove gioca il San Giacomo Nettuno Baseball Club; [senza fonte]
- Inoltre sono presenti altri impianti sportivi calcistici come l'impianto "Luigi Rizzo" sede dell'A.S.D. Real Cretarossa, l'impianto "Mirco Ricci" sede della Virtus Nettuno Tre Cancelli, il "Filiberto De Franceschi" (già Centro Sportivo Loricina) dove giocano le giovanili dell'ASD Nettuno Calcio, il campo sportivo comunale di Sandalo sede dell'Atletico Nettuno[senza fonte]
- Piscina comunale[77]
- Piscina scuola ispettori Polizia di Stato[78]
- Nettuno Golf Club, percorso privato da 18 buche, 72 par.[79]